# Olympische Spiele

Olympische Flagge mit den fünf Ringen; erstmals verwendet bei den Olympischen Spielen 1920 in Antwerpen

Olympische Spiele (von altgriechisch τὰ Ὀλύμπια ta Olýmpia „die Olympischen Spiele“; neugriechisch ολυμπιακοί αγώνες olymbiakí agónes „olympische Wettkämpfe“) ist die Sammelbezeichnung für die regelmäßig ausgetragenen Sportwettkampfveranstaltungen – Olympische Sommerspiele und Olympische Winterspiele. Bei diesen treten Athleten und Mannschaften in verschiedenen Sportarten gegeneinander an. Organisiert werden sie vom Internationalen Olympischen Komitee (IOC). Die Olympiade (von ολυμπιάδα) bezeichnet einen sich wiederholenden Zeitraum von vier Kalenderjahren, der erstmals am 1. Januar 1896 begonnen hat. Die Sommerspiele werden nach ihnen benannt, so beispielsweise die Olympischen Sommerspiele 2020, die offiziell Spiele der XXXII. Olympiade (die XXXII. Olympiade begann am 1. Januar 2020 und dauerte bis 31. Dezember 2023) heißen. Die Olympischen Spiele sind in ihrem Umfang stetig gewachsen, so dass mittlerweile fast jedes Land der Welt mit Sportlern vertreten ist. Neben den Fußball-Weltmeisterschaften gelten sie als das größte Sportereignis der Welt.
Die Einführung der Olympischen Spiele der Neuzeit wurde 1894 als Wiederbegründung der antiken Festspiele in Olympia auf Anregung von Pierre de Coubertin beschlossen. Als „Treffen der Jugend der Welt“ sollten sie dem sportlichen Vergleich und der Völkerverständigung dienen, sie ersetzten die seit 1856 stattfindenden Olympien. Seit 1896 finden alle vier Jahre Olympische Spiele und seit 1924 Olympische Winterspiele statt. Seit 1994 alternieren Winter- und Sommerspiele im zweijährigen Rhythmus. Eine Ausnahme bilden die 32. Olympischen Sommerspiele in Tokio. Diese hätten turnusgemäß 2020 stattfinden sollen, wurden aber wegen der COVID-19-Pandemie auf das Jahr 2021 verschoben. Das IOC übernimmt auch die Schirmherrschaft für die Paralympics als Wettkämpfe behinderter Sportler, der Deaflympics, Special Olympics und der World Games für nichtolympische Sportarten. Darüber hinaus gibt es seit 2010 die Olympischen Jugendspiele, die für Jugendliche im Alter von 14 bis 18 Jahren bestimmt sind. Die olympischen Spiele waren Inspiration für zahlreiche weitere Multisport-Events, die kontinental oder bezogen auf bestimmte Ziel- und Ländergruppen ausgetragen werden.

## Geschichte

### Olympische Spiele der Antike

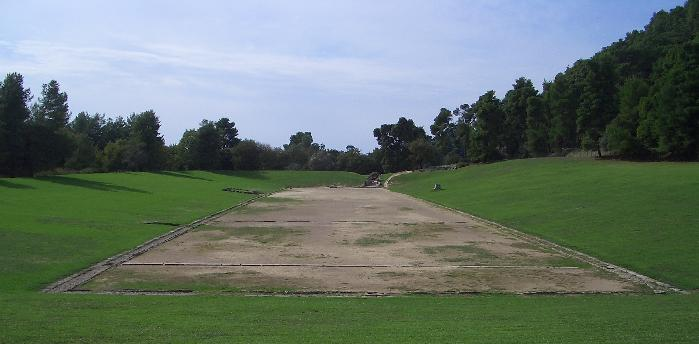
Stadion von Olympia

Der Ursprung der Olympischen Spiele der Antike liegt vermutlich im 2. Jahrtausend v. Chr. Die Siegerlisten reichen bis ins Jahr 776 v. Chr. zurück und wurden im 4. Jahrhundert v. Chr. rekonstruiert. Die Zählung nach Olympiaden war ein Zeitmaß im gesamten antiken Griechenland. „Olympiade“ ist somit – entgegen einem heute weit verbreiteten Irrtum – nicht synonym mit „Olympische Spiele“, sondern bezeichnet den Zeitraum von vier Jahren, der mit den Spielen beginnt. Die Olympischen Spiele, benannt nach ihrem Austragungsort Olympia im Nordwesten der Halbinsel Peloponnes, waren Teil eines Zyklus, der drei weitere Panhellenische Spiele umfasste: Die Pythischen Spiele in Delphi, die Nemeischen Spiele in Nemea und die Isthmischen Spiele auf dem Isthmus von Korinth.
In der Anfangszeit gab es nur einen Wettlauf über die Distanz des Stadions (192,24 Meter). Die Spiele erhielten mit der Zeit eine immer größere Bedeutung. Sie waren aber keine „Sportveranstaltung“ in unserem heutigen Sinne, sondern ein religiöses Fest zu Ehren des Göttervaters Zeus und des göttlichen Helden Pelops. In ihrer Blütezeit dauerten die Spiele fünf Tage – der erste Tag war bestimmt von kultischen Zeremonien wie Weihehandlungen und dem Einzug der Athleten, Betreuer, Schiedsrichter und Zuschauer in den heiligen Hain von Olympia. Neben den Wettkämpfen – zuletzt waren es 18 in den Sportarten Leichtathletik, Schwerathletik, Pentathlon und Reiten – waren musische Wettbewerbe ebenso wichtig. Nicht der Sport als solcher stand im Mittelpunkt, sondern die religiöse Komponente.
Die eigentlichen Spiele begannen mit dem Umzug aller Beteiligten zum Tempel des Zeus. Hier schworen die Athleten, sich an die Regeln der Spiele zu halten. Die Sieger erhielten einen Siegeskranz (Kotinos) sowie ein Stirnband. Man sah sie als „von den Göttern begünstigt“ an und verewigte sie mit Gedichten und Statuen. Jede Niederlage, sogar schon ein zweiter oder dritter Platz, galt als untilgbare Schmach. Die Verlierer kehrten auf Schleichwegen in ihre Heimat zurück, um dem Spott zu entgehen, der sie erwartete. Als berühmtester Olympionike der Antike gilt der Ringer Milon von Kroton, der erste namentlich bekannte ist Koroibos.
Die antiken Spiele waren aus heutiger Sicht außerordentlich brutal, jeder Teilnehmer in den klassischen Kampfsportarten (Boxen, Ringen, Stockfechten, Pankration) musste auch mit dem Tod rechnen und teilweise wurden Kämpfer für ihr Durchhalten zum Sieger erklärt, nachdem ihr Tod im Kampf festgestellt worden war.
Als die Römer im Jahr 148 v. Chr. Griechenland eroberten, verloren die Olympischen Spiele ihren panhellenischen Charakter. Von nun an war es auch nichtgriechischen Athleten gestattet, teilzunehmen.
Im Jahr 393 wurden alle heidnischen Zeremonien, darunter auch die Olympischen Spiele, vom römischen Kaiser Theodosius I. verboten. Der Kultbetrieb in Olympia wurde aber wohl bis zum Anfang des 5. Jahrhunderts n. Chr. aufrechterhalten. Erst Theodosius II. verbot die Olympischen Spiele im Jahr 426 endgültig. Es gibt allerdings Anzeichen dafür, dass anschließend die Wettkämpfe heimlich und auf niedrigerem Niveau fortbestanden, bis Naturkatastrophen die Kultstätte im 6. Jahrhundert zerstörten.

### Olympische Spiele der Neuzeit

#### Vorläufer

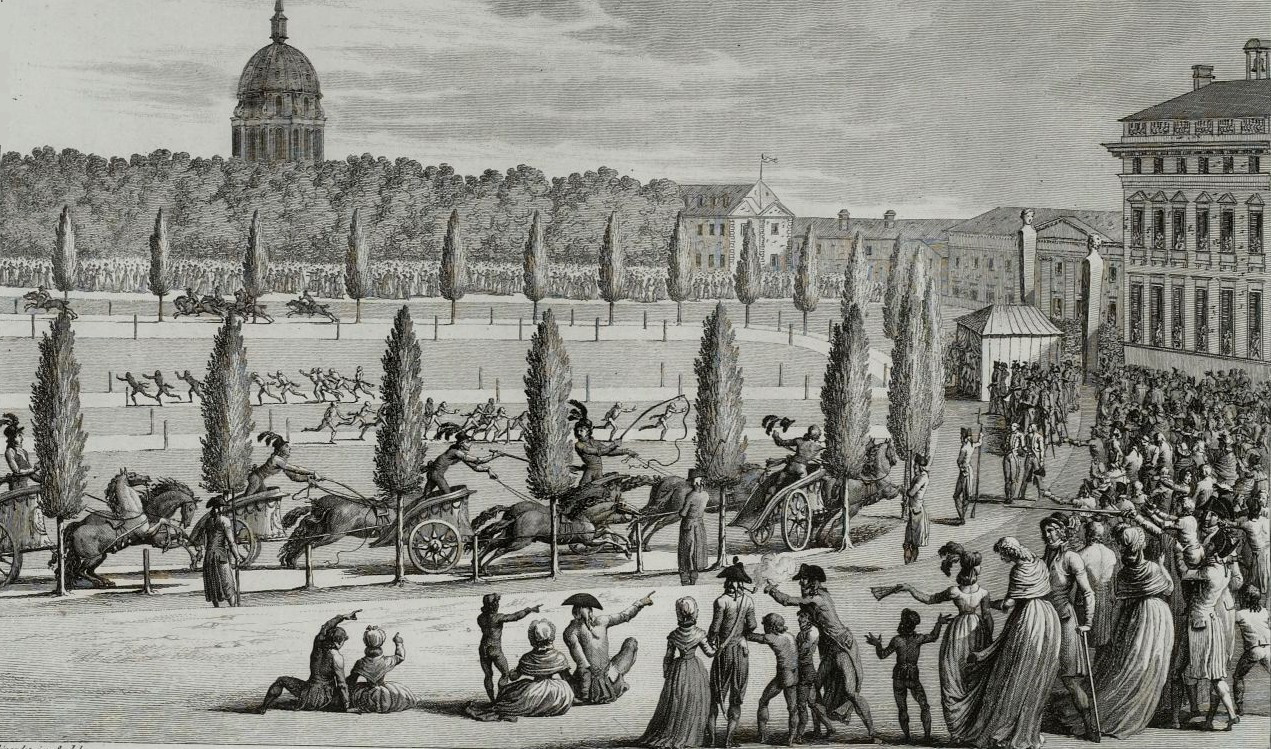
Olympiades de la République in Paris 22. September 1796 (Musée de la Révolution française).

Die olympische Idee ging nicht ganz verloren. So fanden im Westen Englands zu Beginn des 17. Jahrhunderts erstmals die Cotswold Olympick Games statt. Ein weiterer Versuch, die Olympischen Spiele wiederzubeleben, waren die Olympiades de la République, die von 1796 bis 1798 jährlich im revolutionären Frankreich ausgetragen wurden. Auf diese Veranstaltung geht auch die Verwendung des metrischen Systems im Sport zurück. 1850 führte die landwirtschaftliche Lesegesellschaft von Much Wenlock in der englischen Grafschaft Shropshire eine „olympische Klasse“ ein. Daraus entwickelten sich zehn Jahre später die Wenlock Olympian Games, die bis heute unter der Bezeichnung Wenlock Olympian Society Annual Games fortgeführt werden. 1866 organisierte William Penny Brookes, der Vorsitzende der Wenlock Olympian Society, nationale Olympische Spiele im Londoner Crystal Palace.
Das griechische Interesse an der Wiedereinführung der Olympischen Spiele erwachte nach der Griechischen Revolution gegen die Herrschaft des Osmanischen Reiches. Der Dichter und Verleger Panagiotis Soutsos machte den ersten entsprechenden Vorschlag in seinem 1833 veröffentlichten Gedicht „Dialog der Toten“. Als wichtigster Vorläufer der modernen Olympischen Spiele gelten die Olympien, die ihrerseits das Münchner Oktoberfest zum Vorbild hatten. Sie wurden vom wohlhabenden griechischen Kaufmann Evangelos Zappas ins Leben gerufen und durch eine königliche Verfügung von Otto I. als eine nationale Aufgabe von hohem Rang angesehen, die auch internationale Beachtung erfuhr. Die erste Ausgabe fand 1859 im Stadtzentrum Athens statt. Zappas ließ das Panathinaiko-Stadion instand setzen, das bis 1889 Austragungsort weiterer Olympien war.

#### Wiederbelebung der Spiele

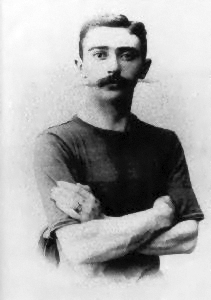
Pierre de Coubertin

Nachdem 1766 die Sport- und Tempelanlagen von Olympia wiederentdeckt worden waren, begannen 1875 groß angelegte archäologische Ausgrabungen unter der Leitung des deutschen Archäologen und Althistorikers Ernst Curtius. Um diese Zeit kam in Europa die romantisch-idealistische Antiken-Rezeption immer mehr in Mode; der Wunsch nach einer Wiedererweckung des olympischen Gedankens verbreitete sich. Beispielsweise beim Volksfest „Die Lust am Drehberge“ bei Dessau 1776 bis 1799. So sagte Baron Pierre de Coubertin damals: „Deutschland hatte das ausgegraben, was vom alten Olympia noch vorhanden war. Warum sollte Frankreich nicht die alte Herrlichkeit wiederherstellen?“ Nach de Coubertins Meinung war die mangelnde körperliche Ertüchtigung der Soldaten eine der Hauptursachen für die Niederlage Frankreichs im Deutsch-Französischen Krieg von 1870/71. Er strebte danach, diesen Zustand durch die verbindliche Einführung von Sportunterricht an den Schulen zu verbessern. Gleichzeitig wollte er nationale Egoismen überwinden und zum Frieden und zur internationalen Verständigung beitragen. Die „Jugend der Welt“ sollte sich bei sportlichen Wettkämpfen messen und sich nicht auf den Schlachtfeldern bekämpfen. Die Wiederbelebung der Olympischen Spiele schien in seinen Augen die beste Lösung zu sein, um diese Ziele zu erreichen.

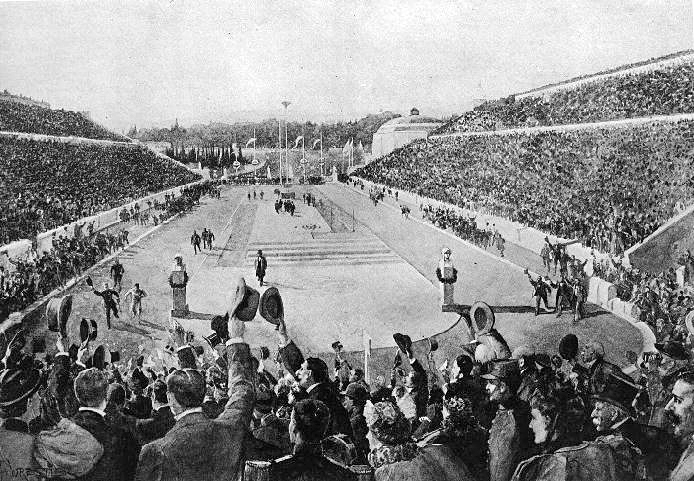
Marathonlauf 1896 in Athen

Die Wenlock Olympian Games, die de Coubertin 1890 besuchte, bestärkten ihn in der Ansicht, dass eine Wiedereinführung der Olympischen Spiele im großen Rahmen möglich sei. Er griff Brookes und Zappas’ Ideen auf und fügte selbst das Prinzip der Rotation zwischen verschiedenen Austragungsländern hinzu. De Coubertin präsentierte einer internationalen Zuhörerschaft seine Vorstellungen auf einem Kongress, der vom 16. bis 23. Juni 1894 in der Sorbonne-Universität in Paris stattfand und als erster Olympischer Kongress in die Geschichte einging. Am letzten Tag des Kongresses beschlossen die Teilnehmer, dass die ersten Olympischen Spiele der Neuzeit 1896 in Athen stattfinden sollten, also im Ursprungsland. Um die Spiele zu organisieren, wurde das Internationale Olympische Komitee (IOC) gegründet. Erster Präsident wurde der Grieche Dimitrios Vikelas, während de Coubertin zunächst als Generalsekretär amtierte.
Die ersten Spiele der Neuzeit erwiesen sich als großer Erfolg. Obwohl nur rund 250 Athleten teilnahmen, waren sie ein großes sportliches Ereignis. Frauen waren noch nicht zugelassen, dies änderte sich jedoch bereits 4 Jahre später. Die griechischen Offiziellen waren vom Erfolg derart begeistert, dass sie den Vorschlag machten, die Spiele zukünftig immer in Griechenland stattfinden zu lassen. Doch das IOC hielt am Rotationsprinzip zwischen verschiedenen Ländern fest.
Nach dem Anfangserfolg geriet die olympische Bewegung in eine Krise. Die Spiele von 1900 in Paris und 1904 in St. Louis waren in die parallel stattfindenden Weltausstellungen eingebettet. Die Wettkämpfe zogen sich über mehrere Monate hin, waren schlecht organisiert und wurden kaum beachtet, zudem nahmen in St. Louis nur wenige Ausländer teil. Bei den Olympischen Zwischenspielen 1906 in Athen standen die sportlichen Wettkämpfe wieder im Vordergrund. Das IOC stimmte der Austragung zwar widerstrebend zu, erkannte die Resultate jedoch nie offiziell an. Von manchen Sporthistorikern werden diese Spiele als Rettung der olympischen Idee angesehen, da sie das Absinken in die Bedeutungslosigkeit verhinderten.

#### Weitere Entwicklung

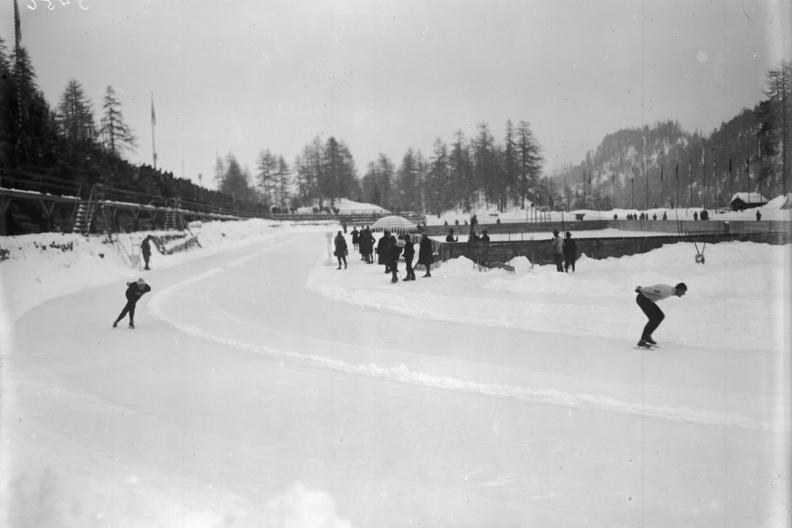
Eisschnelllauf 1928 in St. Moritz

Die Wintersportart Eiskunstlauf stand 1908 und 1920 auf dem Programm von Sommerspielen, Eishockey 1920. Das IOC wollte diese Liste erweitern, um andere winterliche Aktivitäten abzudecken. Am Olympischen Kongress 1921 in Lausanne fiel der Beschluss, dass die Organisatoren der Sommerspiele 1924 zusätzlich eine „internationale Wintersportwoche“ unter der Schirmherrschaft des IOC veranstalten sollten. Diese „Woche“ (eigentlich waren es elf Tage) in Chamonix erwies sich als großer Erfolg, weshalb das IOC 1925 beschloss, sie rückwirkend als I. Olympische Winterspiele anzuerkennen und weitere Veranstaltungen dieser Art zukünftig im selben Jahr wie die Sommerspiele auszurichten.
1986 beschloss das IOC, beginnend mit 1994 einen separaten Zyklus zu eröffnen und die Winterspiele „im zweiten Kalenderjahr, das jenem folgt, in dem die Spiele der Olympiade abgehalten werden“ auszutragen.

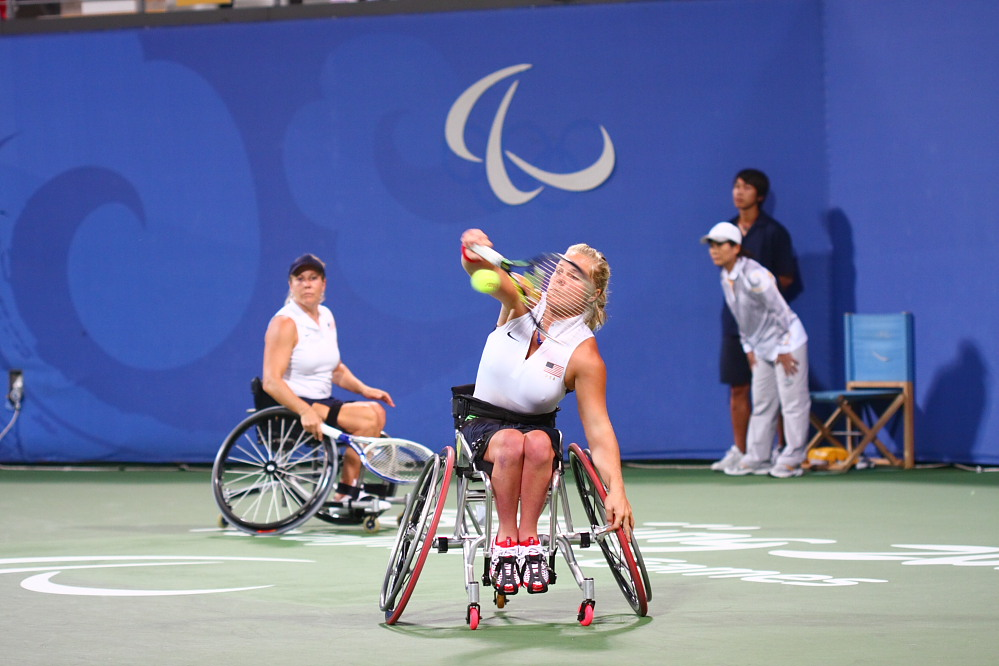
Rollstuhl-Tennisdoppel bei den Paralympics 2008 in Peking

Ludwig Guttmann strebte danach, die Rehabilitierung körperlich behinderter Soldaten des Zweiten Weltkriegs zu fördern und sie so in die Gesellschaft zu integrieren. Er organisierte 1948 einen mehrere Sportarten umfassenden Wettstreit zwischen verschiedenen Spitälern. Diese Stoke Mandeville Games entwickelten sich zu einem jährlich ausgetragenen Sportereignis. Guttmann und andere verstärkten ihre Öffentlichkeitsarbeit, bis schließlich 1960 die ersten Paralympics stattfanden. Diese werden seither alle vier Jahre ausgetragen (seit 1976 auch im Winter). Seit 1988 sind die Austragungsorte der Paralympics und der Olympischen Spiele identisch. Ebenfalls vom IOC anerkannt sind die seit 1968 durchgeführten Special Olympics für Menschen mit geistiger Behinderung, die 1924 eingeführten Deaflympics für Gehörlose und die seit 1981 stattfindenden World Games für nichtolympische Sportarten mit hoher weltweiter Verbreitung.
Die Olympischen Jugendspiele für jugendliche Sportler im Alter von 14 bis 18 Jahren gehen auf eine Idee von IOC-Präsident Jacques Rogge zurück. 2007 fiel der Beschluss zur Einführung, 2010 fanden in Singapur erstmals Olympische Jugend-Sommerspiele statt, die Olympischen Jugend-Winterspiele wurden erstmals 2012 in Innsbruck ausgetragen.
Von 1912 bis 1948 fanden zusätzlich olympische Kunstwettbewerbe statt. In den Jahren 1924, 1932 und 1936 wurde mit dem Prix olympique d’alpinisme auch ein Preis für herausragende Leistungen im Bergsteigen vergeben.

#### Wachstum
An den ersten Olympischen Spielen der Neuzeit hatten 1896 rund 250 Athleten aus 14 Ländern teilgenommen. Im Laufe der Jahre stiegen die Teilnehmerzahlen ständig. Beispielsweise nahmen an den Sommerspielen 2008 in Peking über 11.000 Athleten aus 204 Ländern an 302 Wettbewerben teil. Die Anzahl der Teilnehmer bei Winterspielen ist im Vergleich dazu bedeutend geringer, bei den Winterspielen 2006 in Turin waren etwas mehr als 2.500 Athleten aus 80 Ländern gemeldet, die in 84 Wettbewerben an den Start gingen.
Die Zahl der Mitgliedsländer des IOC beträgt 205 (vgl. Liste im Artikel Nationales Olympisches Komitee). Sie ist höher als jene der Länder, die von den Vereinten Nationen anerkannt werden (momentan 193). Das bedeutet, dass es 13 weitere IOC-Mitglieder gibt. Der Grund dafür ist, dass auch Nationen zugelassen sind, die nicht die strikten Anforderungen für politische Souveränität erfüllen, wie dies von den meisten anderen internationalen Organisationen verlangt wird. Als Folge davon besitzen mehrere Kolonien bzw. abhängige Gebiete eigene Delegationen, die getrennt von ihren Mutterländern teilnehmen.

## Organisation

### Olympische Bewegung

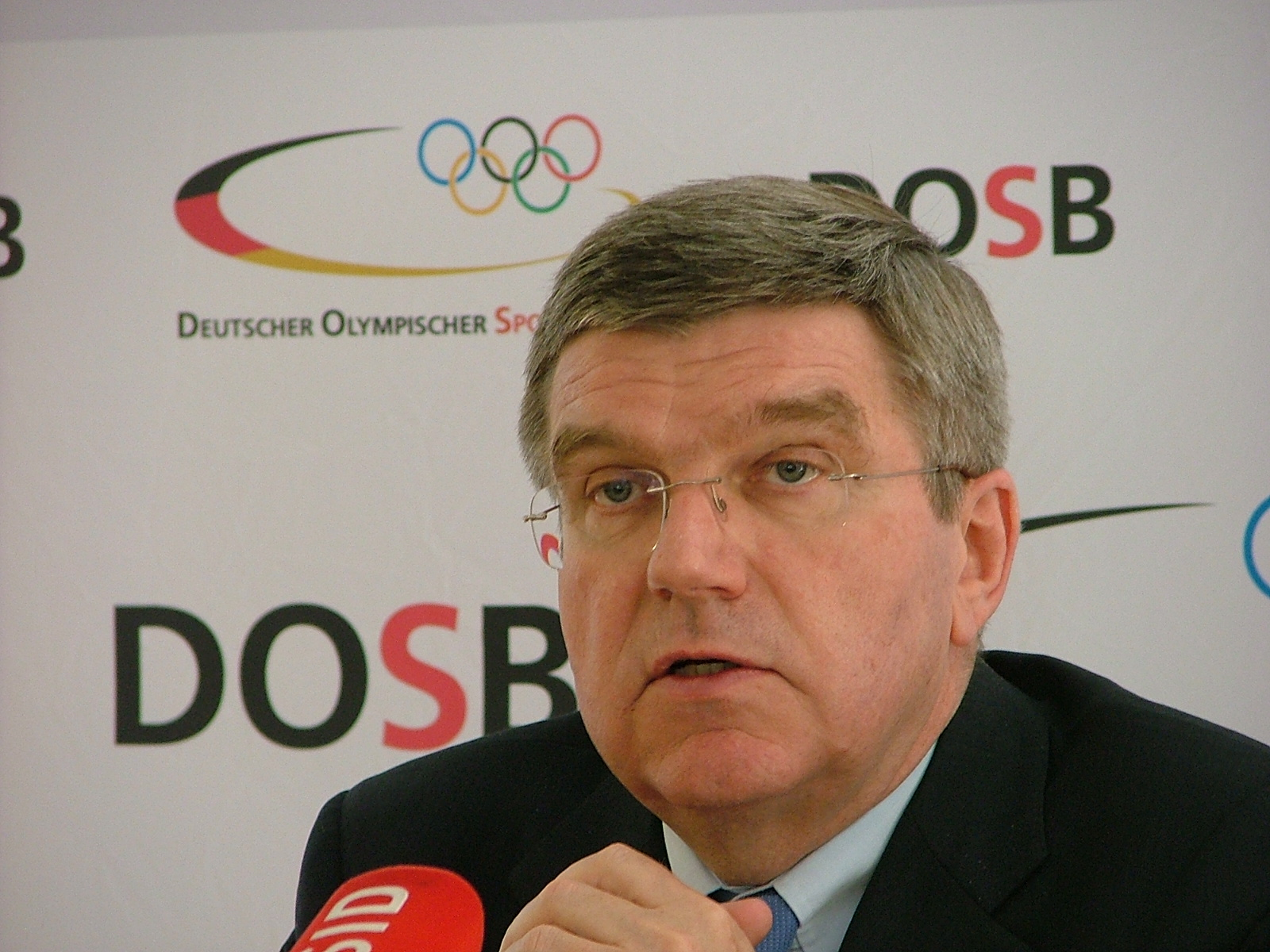
Thomas Bach, der amtierende IOC-Präsident

Eine Vielzahl nationaler und internationaler Sportorganisationen und -verbände, anerkannte Medienpartner sowie Athleten, Betreuer, Schiedsrichter und jede andere Person oder Organisation, die sich zur Einhaltung der Olympischen Charta verpflichtet hat, bilden zusammen die so genannte olympische Bewegung. Ihre Dachorganisation ist das Internationale Olympische Komitee (IOC) mit Sitz in Lausanne, das seit 2013 von Thomas Bach präsidiert wird. Das IOC hält die Schirmherrschaft über die olympische Bewegung und beansprucht alle Rechte an den olympischen Symbolen sowie den Spielen selbst. Seine Hauptverantwortung liegt in der Betreuung und Mitorganisation der Olympischen Spiele und der Paralympics, der Auswahl der Austragungsorte und der Sportarten sowie der Vermarktung der Übertragungsrechte.
Die olympische Bewegung besteht aus drei Hauptkomponenten:
- Internationale Sportverbände wie z. B. die FIFA, die FIS oder die UCI sind für die Einhaltung der Regeln in ihren jeweiligen Sportarten zuständig.
- Nationale Olympische Komitees vertreten das IOC in den einzelnen Mitgliedsländern und wählen die Athleten aus, die an den Spielen teilnehmen.
- Organisationskomitees der Olympischen Spiele planen und überwachen die Ausrichtung der Veranstaltungen in den einzelnen Olympiastädten. Sie bestehen nur ein paar Jahre und werden jeweils nach Ende der Veranstaltung aufgelöst, sobald der offizielle Schlussbericht vorliegt.

Englisch und Französisch sind die offiziellen Sprachen der olympischen Bewegung. Hinzu kommt bei jeder Austragung die Amtssprache des jeweiligen Austragungslandes. Jede Proklamation geschieht in diesen drei Sprachen oder in den zwei Hauptsprachen, falls die Amtssprache eines Landes Englisch oder Französisch ist.
In den Delegationen einiger Nationen reist geistlicher Beistand mit. Für die deutsche Mannschaft waren das 2004 in Athen, 2008 in Peking und 2012 in London die Geistlichen Hans-Gerd Schütt und Thomas Weber.

### Austragungsorte

Übersicht der Austragungsorte Olympischer Sommerspiele
Länder mit einer Austragung
Länder mit zwei oder mehr Austragungen

Übersicht der Austragungsorte Olympischer Winterspiele (Legende siehe oben)

Die Gastgeberstadt von Olympischen Spielen wird sieben Jahre vor der Austragung bestimmt. Der Auswahlprozess umfasst zwei Phasen, die sich über zwei Jahre erstrecken. Eine Stadt bewirbt sich zunächst beim NOK ihres Landes. Falls mehr als eine Stadt im selben Land eine Kandidatur einreicht, führt das NOK eine interne Selektion durch, da dem IOC nur eine Stadt pro Land präsentiert werden darf. Nach Ablauf der Vorschlagsfrist beginnt die erste Phase. Die Organisationskomitees der Städte werden aufgefordert, einen detaillierten Fragebogen zu verschiedenen Schlüsselkriterien in Bezug auf die Organisation von Olympischen Spielen auszufüllen. Die Bewerberstädte müssen versichern, dass sie die Olympische Charta und andere vom Exekutivkomitee des IOC aufgestellte Vorschriften einhalten werden. Ein spezialisierter Ausschuss prüft anhand der Fragebögen die Projekte aller Bewerber und deren Potenzial, die Spiele auszurichten. Basierend auf dieser Evaluation bestimmt das IOC-Exekutivkomitee jene Bewerber, die in die zweite Bewerbungsphase vorrücken.
In der zweiten Bewerbungsphase müssen die Städte dem IOC eine umfangreichere und detailliertere Projektpräsentation vorlegen. Jede Stadt wird von der Evaluationskommission eingehend analysiert. Die Kommissionsmitglieder besuchen die Kandidatenstädte, wo sie Vertreter lokaler Behörden befragen und die Standorte der vorgesehenen Sportanlagen inspizieren. Einen Monat vor der endgültigen Entscheidung des IOC veröffentlicht die Kommission einen Bericht mit ihren Beurteilungen. Während der zweiten Phase müssen die Städte auch finanzielle Garantien abgeben. Nach Vorliegen des Evaluationsberichts stellt das IOC-Exekutivkomitee die endgültige Liste der Kandidaten zusammen. Die Vergabe der Spiele findet bei der Generalversammlung der IOC-Mitglieder statt; diese treffen sich in einer Stadt, die nicht in einem Land mit einer Kandidatur liegt. In geheimer Abstimmung wird schließlich der Austragungsort bestimmt. Nach der Wahl unterzeichnet das erfolgreiche Organisationskomitee (zusammen mit dem NOK des entsprechenden Landes) einen Vertrag (Host City Contract) mit dem IOC.

## Symbole und Zeremonien

### Symbole

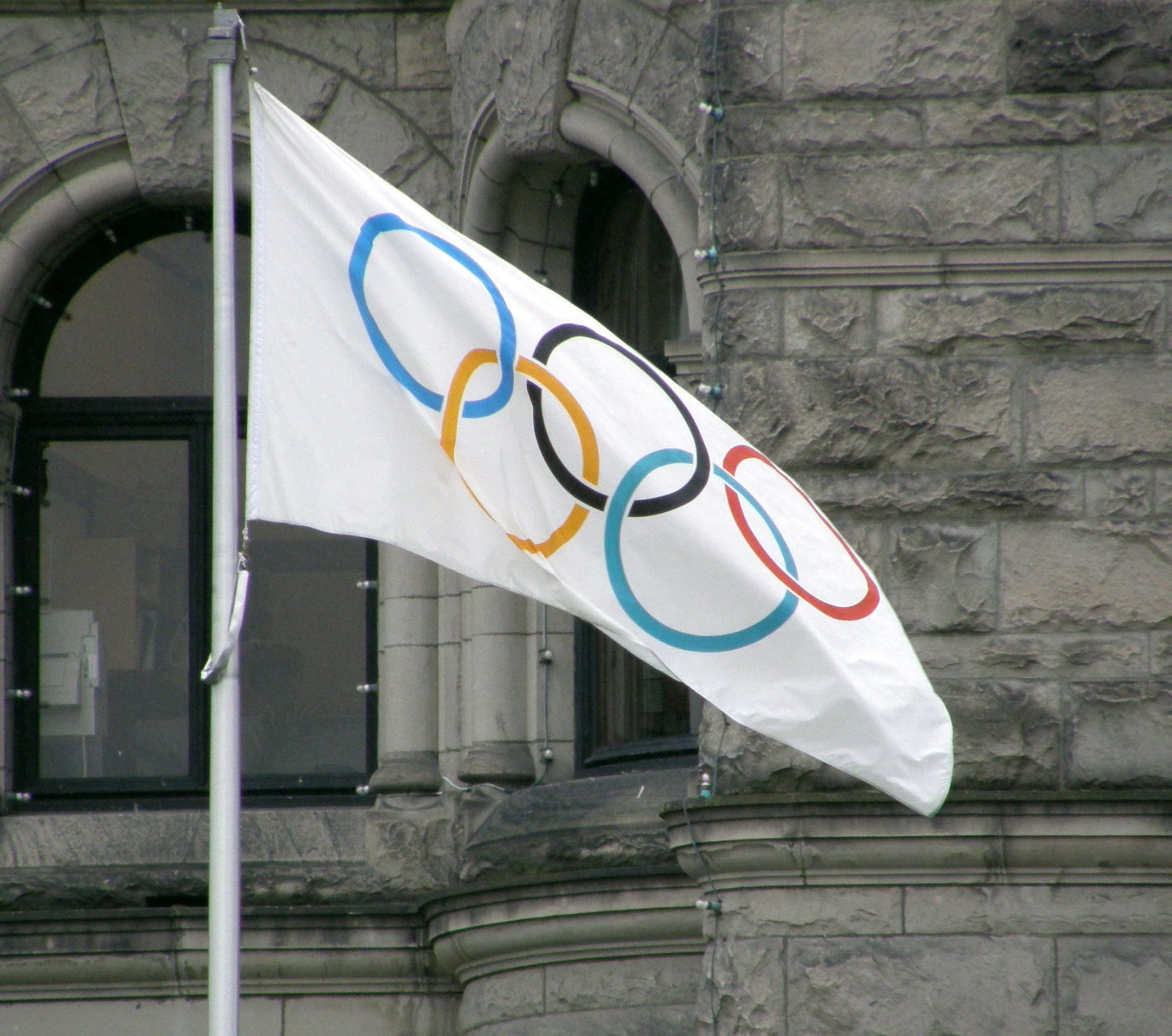
Olympische Flagge

Die olympische Bewegung verwendet mehrere weltweit (in Deutschland durch das Olympiaschutzgesetz) geschützte Symbole, die durch die Olympische Charta festgelegt werden. Das bekannteste ist die olympische Flagge mit den fünf verschiedenfarbigen, verschlungenen Ringen auf weißem Feld. Die sechs Farben Weiß, Rot, Blau, Grün, Gelb und Schwarz wurden deshalb gewählt, weil die Flagge jedes Landes der Welt mindestens eine dieser Farben aufweist. Weiterhin steht die Anzahl der Ringe für die fünf Erdteile (klassische Zählweise). Die Flagge wurde 1914 entworfen und wird seit den Sommerspielen 1920 in Antwerpen gehisst.
Das offizielle Motto der olympischen Bewegung lautet citius, altius, fortius (Latein für „schneller, höher, stärker“). De Coubertins Ideale spiegeln sich am besten im olympischen Credo wider: „Das Wichtigste an den Olympischen Spielen ist nicht der Sieg, sondern die Teilnahme, wie auch das Wichtigste im Leben nicht der Sieg, sondern das Streben nach einem Ziel ist. Das Wichtigste ist nicht, erobert zu haben, sondern gut gekämpft zu haben.“

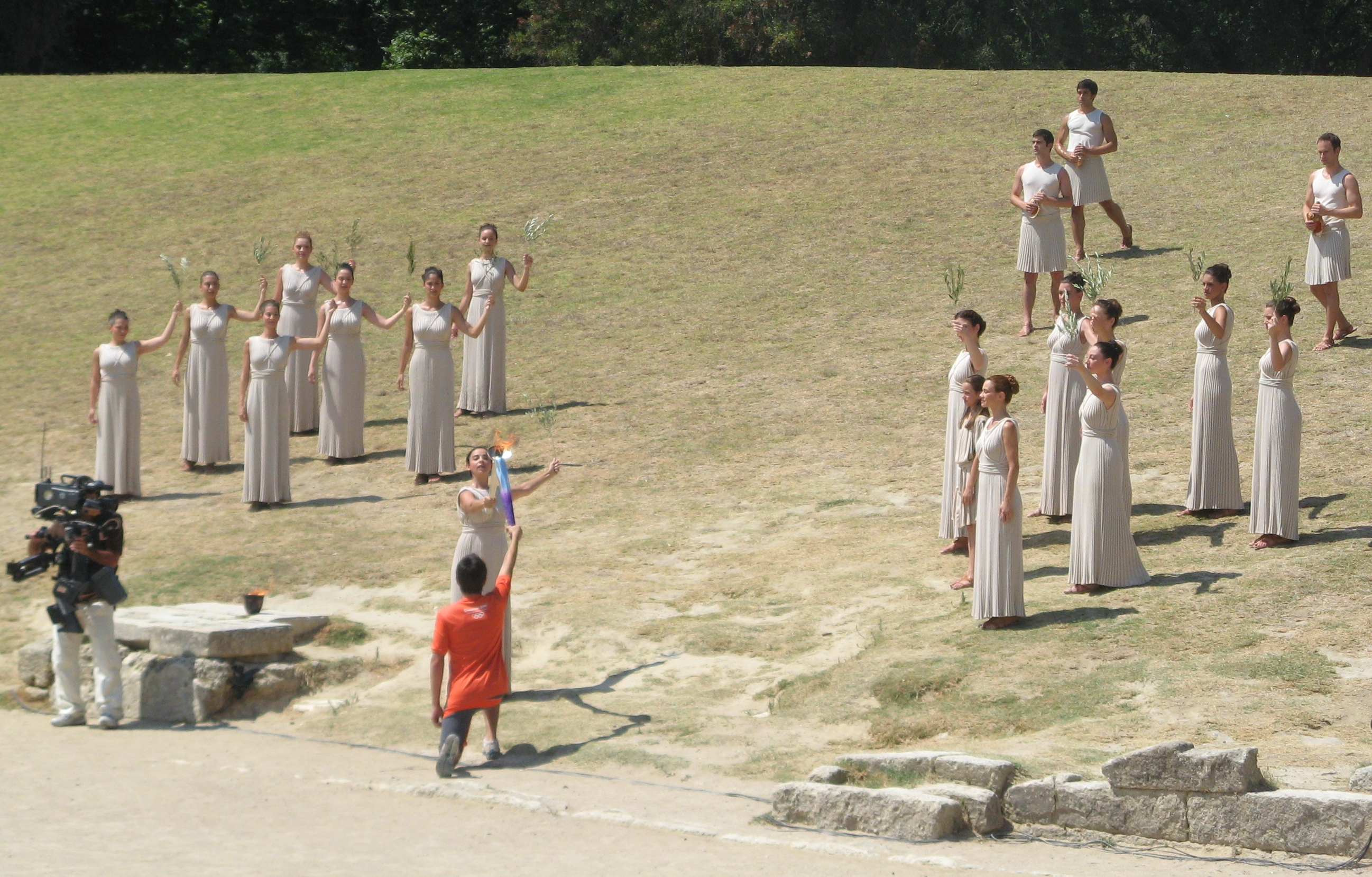
Zeremonie zur Entzündung der olympischen Fackel in Olympia (2010)

Einige Monate vor den Spielen wird an historischer Stätte in Olympia in einer an antike Rituale angelehnten Zeremonie die olympische Fackel entzündet. Eine als Priesterin verkleidete Schauspielerin entfacht die Fackel mittels eines Parabolspiegels und übergibt sie dem ersten Läufer des anschließenden Staffellaufs. Dieser Lauf führt von Olympia bis zum Hauptstadion der jeweiligen Gastgeberstadt, wo die Flamme während der Dauer der Veranstaltung brennt. Das erste Mal wurde bei den Sommerspielen 1928 in Amsterdam ein olympisches Feuer entzündet. Es gab jedoch damals weder einen Fackellauf vor der Eröffnungsfeier, noch wurde das Feuer von einer bestimmten Person entzündet. Nach einer Idee von Carl Diem fand der erste Fackellauf vor den Sommerspielen 1936 in Berlin statt, 1952 in Oslo der erste Fackellauf anlässlich von Winterspielen.
Die Übergabe einer eigenen Olympiafahne an den nächsten Ausrichter der Spiele ist seit 1924 in Paris üblich und fester Bestandteil der Olympischen Spiele. Zunächst wurde die sogenannte Antwerpen-Fahne innerhalb der Schlussfeier an den Ausrichter der gegenwärtigen Spiele übergeben. Bei den ersten Spielen nach dem Zweiten Weltkrieg, 1948 in London, übergab zunächst ein Offizier der schottischen Garde die Fahne an den damaligen Präsidenten Edström, der sie an den Bürgermeister von London weiterreichte. Dieses Zeremoniell wurde 1960 in die Eröffnungsfeier verschoben. Durch die Weigerung der damaligen Sowjetunion, an den Spielen 1984 teilzunehmen, erhielt der Bürgermeister der Stadt Los Angeles die Antwerpen-Fahne aus den Händen des damaligen IOC-Präsidenten Samaranch. Bei der Schlussfeier wurde die Fahne an die Delegation von Seoul übergeben. Aufgrund der zunehmenden Beanspruchung der historischen Fahne wurde in Seoul eine neue Fahne in Auftrag gegeben, die seitdem weitergereicht wird.
Seit den Winterspielen 1968 in Grenoble gibt es zu Promotionszwecken ein offizielles olympisches Maskottchen, üblicherweise eine heimische Tierart der Austragungsregion, seltener auch eine menschliche Figur, die das kulturelle Erbe repräsentiert.

### Eröffnungsfeier

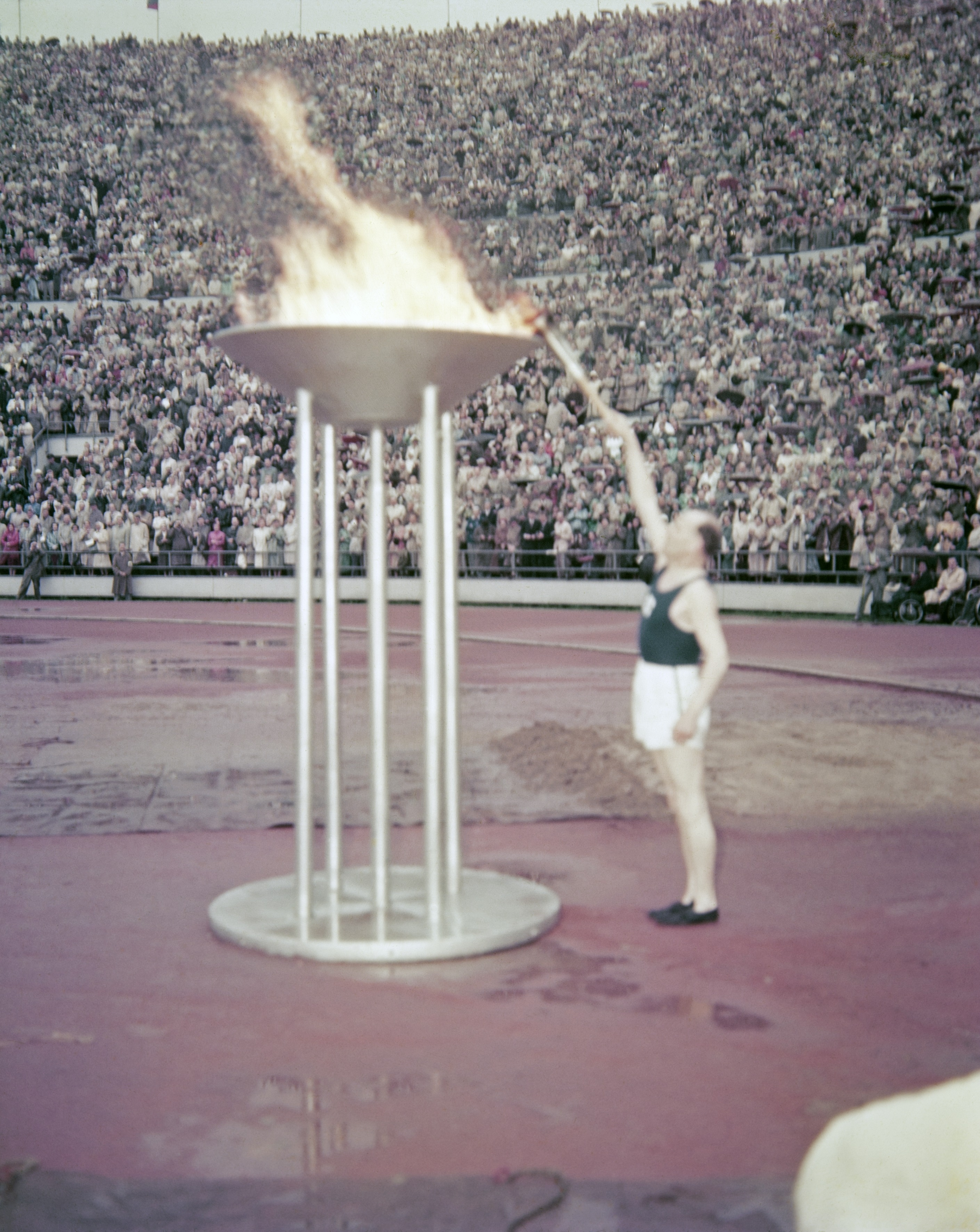
Der Höhepunkt einer Eröffnungsfeier ist jeweils das Entzünden des olympischen Feuers, hier Paavo Nurmi 1952 im Olympiastadion von Helsinki

Die Eröffnungsfeiern der Olympischen Spiele umfassen eine Reihe traditioneller Elemente, die in der Olympischen Charta festgelegt sind. Die Feier beginnt üblicherweise mit dem Hissen der Flagge und dem Abspielen der Nationalhymne des Gastgeberlandes. Es folgen verschiedene künstlerische Darbietungen (Musik, Gesang, Tanz, Theater), die die Kultur des Gastgeberlandes repräsentieren. Deren Größe und Komplexität sind mit den Jahren stetig gewachsen, da jedes Gastgeberland danach strebt, die früheren Feiern zu übertreffen und einen bleibenden Eindruck zu hinterlassen. So betrugen die Kosten der Eröffnungsfeier der Sommerspiele 2008 in Peking über 100 Millionen Dollar.
Anschließend beginnt der Einmarsch der teilnehmenden Athleten ins Stadion, jeweils ein Athlet geht einige Schritte vor dem Rest seiner Mannschaft und trägt dabei die Fahne seines Landes. Bei den Olympischen Spielen Tokio 2020 im Jahr 2021 trug erstmals ein Duo aus Laura Ludwig und Patrick Hausding gemeinsam die deutsche Fahne. Seit 1928 marschiert stets die Mannschaft Griechenlands als erste ins Stadion, um an die antike Tradition zu erinnern. Danach folgen die weiteren teilnehmenden Nationen in alphabetischer Reihenfolge der Hauptsprache des Gastgeberlandes. Falls die Sprache des Gastgeberlandes kein Alphabet mit fester Reihenfolge kennt, verläuft der Einmarsch gemäß der englischen oder französischen Sprache. 2008 in Peking war die Zahl der Striche des chinesischen Schriftzeichens für den Ländernamen maßgeblich. Den Abschluss des Einmarschs bildet die Mannschaft des Gastgeberlandes.
Sind alle Athleten eingetroffen, hält der Vorsitzende des Organisationskomitees eine kurze Rede. Auf diesen folgt der Präsident des IOC, der am Ende seiner Rede das Staatsoberhaupt des Gastgeberlandes vorstellt. Dieses wiederum eröffnet formell die Spiele. Als Nächstes wird die olympische Hymne gespielt, während die olympische Fahne ins Stadion getragen wird (seit 1960). Danach versammeln sich die Fahnenträger aller teilnehmenden Länder um ein Podium. Auf diesem sprechen ein Athlet (seit 1920) und ein Schiedsrichter (seit 1972) den olympischen Eid, mit dem sie das Einhalten der Regeln versprechen.
Zuletzt trägt der vorletzte Läufer des Staffellaufs die olympische Fackel ins Stadion und übergibt sie an den letzten Läufer. Dieser, oftmals ein sehr bekannter und erfolgreicher Sportler des Gastgeberlandes, entzündet dann mit der Fackel das Feuer in einer großen Schale. Ab 1920 wurden auch Friedenstauben freigelassen; man strich diesen Programmpunkt jedoch wieder, nachdem 1988 in Seoul einige Tauben im olympischen Feuer verbrannt waren.

### Medaillenverleihungen

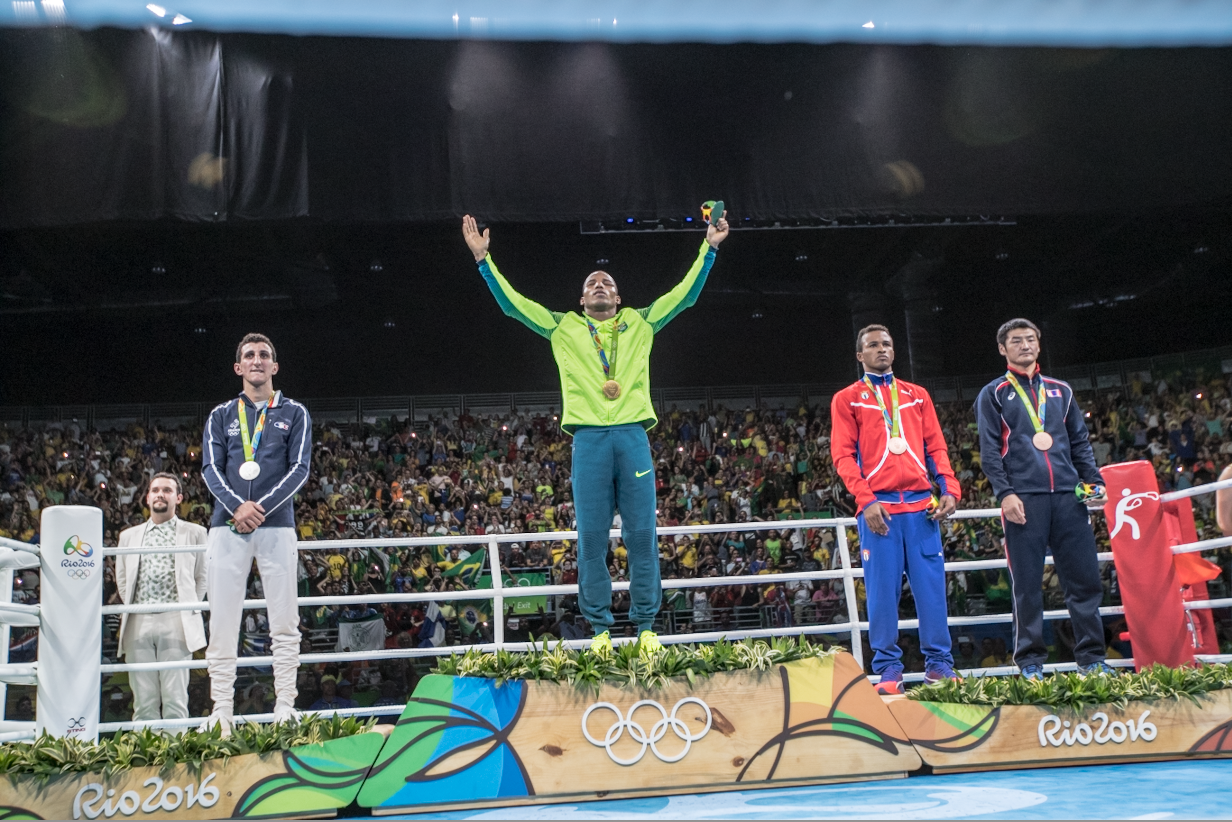
Medaillenverleihung beim Boxen der Herren, Sommerspiele in Rio 2016

Athleten (oder Mannschaften), die sich in einem olympischen Wettbewerb an erster, zweiter oder dritter Stelle klassieren, erhalten Medaillen als Auszeichnung überreicht. Bei der Verleihung stehen die Sportler auf einem Podest und die Nationalhymne des Siegerlandes wird gespielt.
Der Sieger erhält eine Goldmedaille. Dabei handelt es sich um Silbermedaillen mit einem goldenen Überzug; das IOC schreibt vor, dass die Medaille zu mindestens 92,5 % aus Silber bestehen und sechs Gramm Gold enthalten sein müssen. Der Zweitplatzierte erhält eine Medaille aus mindestens 92,5 % Silber, der Drittplatzierte eine aus Bronze. In einigen Wettbewerben, die im K.-o.-System ausgetragen werden (beispielsweise Boxen), werden beiden Halbfinalverlierern Bronzemedaillen überreicht.
1896 und 1900 wurden nur die zwei Besten mit Medaillen ausgezeichnet (Silber für den Ersten und Bronze für den Zweiten). 1904 erhielt erstmals der Sieger eine Goldmedaille, die anderen Medaillenfarben versetzte man um einen Platz nach unten. Seit 1948 erhalten die Athleten auf den Plätzen 4 bis 6 olympische Diplome (seit 1976 auch die drei Medaillengewinner). Seit 1984 erhalten auch die Siebt- und Achtplatzierten Diplome. Damit sollten nicht nur alle Teilnehmer eines Viertelfinales gewürdigt werden, es entfiel auch die Notwendigkeit, in Wettkämpfen mit K.-o.-System Platzierungskämpfe um die Plätze 5 bis 8 auszutragen.

### Schlussfeier

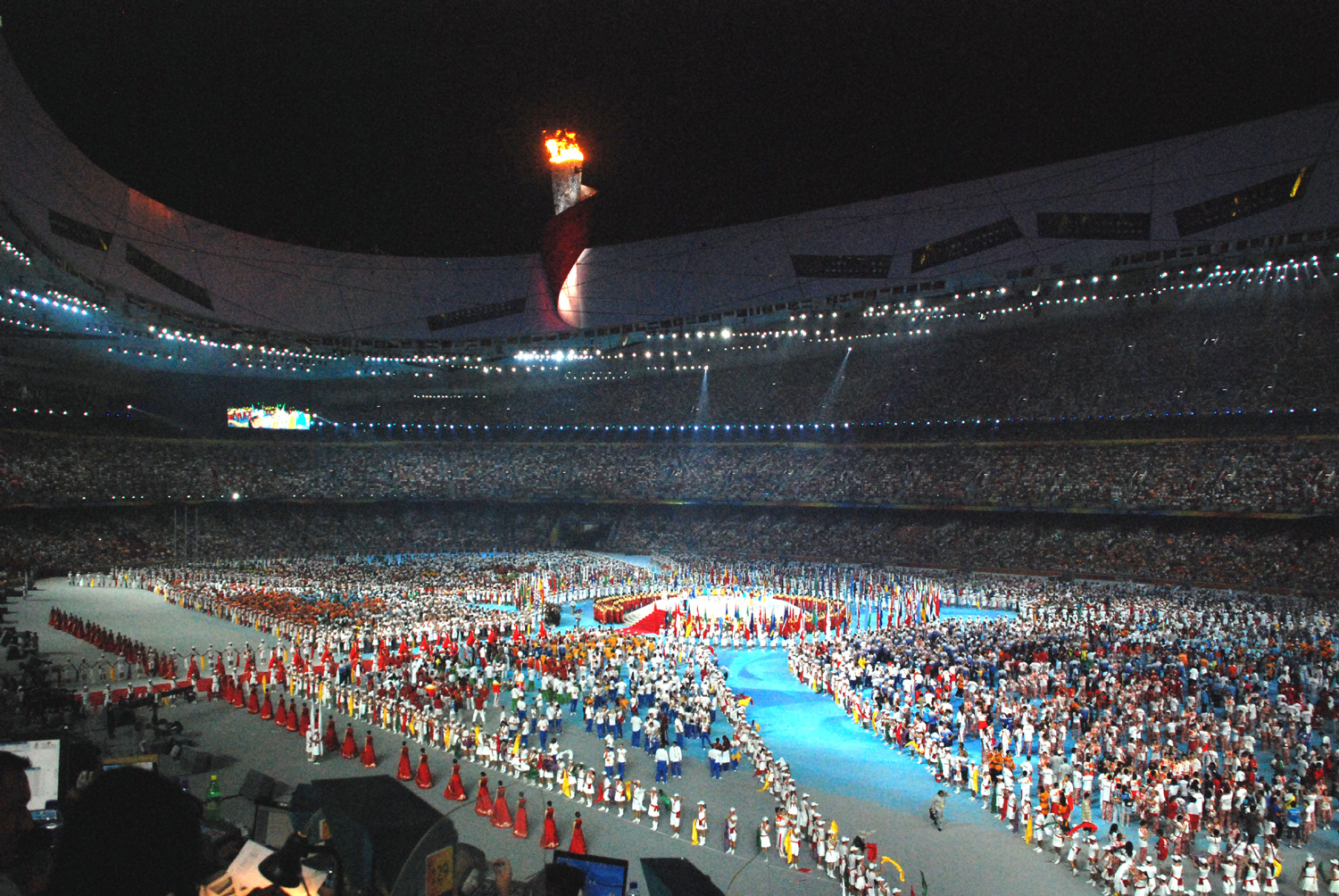
Schlussfeier der Sommerspiele 2008 in Peking

Die Schlussfeier findet statt, wenn alle sportlichen Wettkämpfe abgeschlossen sind. Seit 1956 sind die Schlussfeiern weit weniger formell und strukturiert als die Eröffnungsfeiern. Erneut marschieren die Athleten ins Stadion ein, diesmal jedoch nicht nach Ländern geordnet, sondern bunt gemischt. Damit wird die Verbundenheit der Athleten nach Ende der Wettkämpfe symbolisiert. Der IOC-Präsident hält eine Rede, in der er den Erfolg der Spiele betont. Danach übergibt er Mitgliedern des Organisationskomitees den Olympischen Orden und erklärt die Spiele für beendet; gleichzeitig ruft er „die Jugend der Welt“ auf, sich in vier Jahren erneut zu versammeln. Traditionell werden drei Flaggen gehisst, jene Griechenlands, des aktuellen und des nächsten Gastgeberlandes. Darüber hinaus wird seit 1984 in Los Angeles dem Bürgermeister der nächsten Olympiastadt die olympische Flagge übergeben. Zuvor war dies bei der Eröffnungsfeier der Fall gewesen, nur dass da die vorangegangene Stadt die Flagge an den aktuellen Ausrichter übergeben hat. Zuletzt werden die olympische Hymne gespielt und das olympische Feuer gelöscht. Anschließend stellt sich der Gastgeber der nächsten Olympischen Spiele mit einer kurzen kulturellen Darbietung vor. Ende des 20. Jahrhunderts hat es sich eingebürgert, dass im Anschluss ein Rock- und Popkonzert folgt, das aber nicht mehr zum offiziellen Teil gehört.

## Sport

### Olympische Sportarten
Das aktuelle Programm der Olympischen Spiele umfasst insgesamt 35 Sportarten, davon 28 im Sommer und sieben im Winter. Bei dieser Zählweise des IOC werden die Sportarten nach Sportverbänden zusammengefasst. Werden diese wie üblich aufgeteilt, ergeben sich 41 Sommersportarten und 15 Wintersportarten (siehe olympische Sportarten). Im Programm sämtlicher Sommerspiele enthalten waren Leichtathletik, Schwimmen, Fechten und Kunstturnen. Bei sämtlichen Winterspielen wurden Wettkämpfe im nordischen Skisport, Eisschnelllauf, Eiskunstlauf und Eishockey ausgetragen, die beiden letztgenannten vor 1924 auch bei Sommerspielen. Bis 1992 wurden oft auch Wettkämpfe in so genannten Demonstrationssportarten durchgeführt. Absicht war es, diese Sportarten einem größeren Publikum vorzustellen. Die Gewinner dieser Wettbewerbe gelten nicht als offizielle Olympiasieger. Manche Sportarten waren nur in den jeweiligen Gastgeberländern populär, andere hingegen werden weltweit betrieben. Einige dieser Demonstrationssportarten wie Curling und Taekwondo wurden schließlich ins offizielle Programm aufgenommen.
Reglementiert werden die olympische Sportarten von internationalen Sportverbänden, die das IOC als globale Aufsichtsbehörden anerkennt. Zurzeit sind 35 Sportverbände im IOC vertreten. Darüber hinaus erkennt das IOC aufgrund weltweiter Verbreitung und Einhaltung bestimmter Standards diverse Sportverbände an, die nicht im offiziellen Wettkampfprogramm mit Wettbewerben vertreten sind (siehe Liste der vom IOC anerkannten internationalen Verbände). Im Rahmen einer Programmrevision anlässlich einer IOC-Session können solche Sportarten mit einer Zweidrittelmehrheit der IOC-Mitglieder ins offizielle Programm aufgenommen oder auch ausgeschlossen werden.
2004 bildete das IOC eine Kommission (Olympic Programme Commission), die mit der Beurteilung des olympischen Programms und aller nichtolympischen Sportarten der anerkannten Verbände beauftragt wurde. Ziel war es, für die Planung des Programms zukünftiger Olympischer Spiele ein systematisches Vorgehen festzulegen. Die Kommission legte sieben Kriterien fest, an denen eine aufzunehmende Sportart gemessen wird: Geschichte und Tradition der Sportart, Verbreitung, Beliebtheit, Gesundheit der Athleten, Entwicklung des zuständigen Sportverbandes und Kosten der Ausrichtung. Erstmals kam dieses Verfahren 2005 zur Anwendung, als das IOC-Exekutivkomitee anlässlich der Session in Singapur fünf Sportarten empfahl. Squash und Karate kamen in die engere Auswahl, erhielten jedoch nicht die notwendige Zweidrittelmehrheit, um ins offizielle Programm aufgenommen zu werden. Erfolgreich waren vier Jahre später am Olympischen Kongress 2009 in Kopenhagen die Sportarten Golf und 7er-Rugby, die seit 2016 Teil des Programms sind.
An seiner Session in Mexiko-Stadt im Jahr 2002 beschloss das IOC, das Programm der Olympischen Sommerspiele auf 28 Sportarten, 301 Wettbewerbe und 10.500 Athleten zu begrenzen. Drei Jahre später wurde in Singapur die erste umfassende Programmrevision vorgenommen. Dabei fiel der Beschluss, Baseball und Softball aus dem Programm der Sommerspiele 2012 zu streichen. Da sich die IOC-Mitglieder nicht über die Aufnahme zweier anderer Sportarten als Ersatz einigen konnten, standen 2012 nur 26 Sportarten auf dem Programm. Mit der Aufnahme von Golf und Rugby sind es seit 2016 wieder 28. Ab 2020 werden auch Wettbewerbe im Skateboarden durchgeführt werden.

### Amateurstatus und Profisport
Pierre de Coubertin war maßgeblich vom Ethos der Aristokratie beeinflusst, das an englischen Privatschulen vorgelebt wurde. Ihrer Ansicht nach bildete Sport einen wichtigen Teil der Erziehung; eine Haltung, die in der Redewendung mens sana in corpore sano (lat.: „ein gesunder Geist in einem gesunden Körper“) zum Ausdruck kommt. Gemäß diesem Ethos war ein Gentleman eine Person, die vieles gut kann, nicht jedoch der beste auf einem bestimmten Gebiet sei. Vorherrschend war auch das Konzept der Fairness, das Üben oder Training mit Betrug gleichsetzte. Profisportler hatten somit den Ruf, sich gegenüber Amateuren einen unfairen Vorteil zu verschaffen.

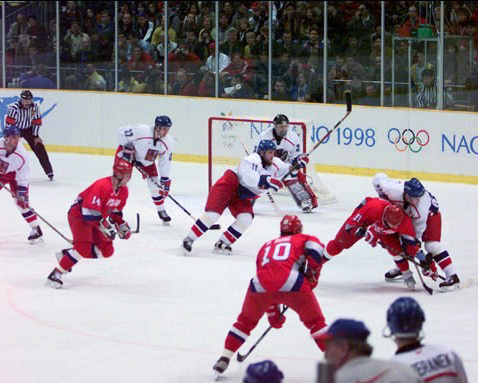
Professionelle NHL-Eishockeyspieler sind seit 1998 zugelassen (im Bild: Finale Russland–Tschechien)

Der Ausschluss von Profis von der Teilnahme an Olympischen Spielen hatte zur Folge, dass es immer wieder zu Kontroversen und aufsehenerregenden Konflikten um die Ausgrenzung oder Zulassung von Sportlern kam. Beispielsweise wurde Jim Thorpe, der Olympiasieger von 1912 im Fünfkampf und im Zehnkampf, disqualifiziert, nachdem bekannt geworden war, dass er zuvor halbprofessionell Baseball gespielt hatte; erst 1983 rehabilitierte ihn das IOC. Skiläufer aus der Schweiz und Österreich blieben den Winterspielen 1936 fern, um damit ihre Solidarität mit den Skilehrern zu bekunden, die gemäß Weisung des IOC als Profisportler nicht teilnahmeberechtigt waren. IOC-Präsident Avery Brundage schloss den österreichischen Skiläufer Karl Schranz kurz vor den Winterspielen 1972 in Sapporo wegen eines Verstoßes gegen den Amateurstatus aus. Als Schranz nach Wien zurückkehrte, bereiteten ihm mehrere Zehntausend Menschen einen heroischen Empfang.
Die aristokratisch geprägten Amateurregeln wurden immer offensichtlicher von der Entwicklung des Sports überholt und galten zunehmend als Heuchelei. Insbesondere waren Athleten aus kommunistisch regierten Ländern eigentlich Staatsangestellte („Staatsamateure“), die effektiv die Möglichkeit erhielten, sich vollständig dem Sport zu widmen und deshalb nur dem Namen nach Amateure waren. Weiterhin hatten Sportler in westlichen Ländern die Möglichkeit, sich als Sportsoldaten ausschließlich auf das Training zu konzentrieren. Auch Sportler aus finanziell abgesicherten sozialen Schichten waren in der Lage, sich ohne berufliche Tätigkeit der Wettkampfvorbereitung zu widmen. Dennoch hielt das IOC lange unbeirrt am Amateurstatus fest.
Ab Ende der 1970er Jahre wurden die Amateurregeln gelockert und in den 1990er Jahren schließlich ganz aufgehoben. Das sichtbarste Zeichen für diesen Sinneswandel war die Zulassung des „Dream Team“, das gänzlich aus gutbezahlten NBA-Stars zusammengesetzt war und 1992 überlegen die Basketballgoldmedaille gewann. Von 2004 bis 2016 war Boxen die einzige Sportart, in der keine Profis zugelassen waren, wobei selbst hier der Amateurstatus sich auf die Kampfregeln bezog und nicht auf die Bezahlung. Seit 2016 dürfen auch Profiboxer antreten. Im Fußballturnier der Männer (jedoch nicht in jenem der Frauen) ist die Anzahl der über 23-jährigen Spieler auf drei pro Mannschaft begrenzt.

## Wirtschaftliche Bedeutung
Das IOC wehrte sich ursprünglich gegen die Finanzierung durch Sponsoren. Erst nach dem Rücktritt des als sehr prinzipientreu geltenden Avery Brundage im Jahr 1972 begann das IOC, das Potenzial des Mediums Fernsehen und den damit verbundenen lukrativen Werbemarkt auszuloten. Unter der Präsidentschaft von Juan Antonio Samaranch passte sich das IOC immer mehr den Bedürfnissen internationaler Sponsoren an, die ihre Produkte mit den olympischen Namen- und Markenzeichen bewerben wollten.
Die Vermarktung der olympischen Markenzeichen ist umstritten. Hauptkritikpunkt ist, dass die Olympischen Spiele nicht mehr von anderen kommerzialisierten Sportspektakeln unterschieden werden können. Das IOC wurde kritisiert, dass insbesondere während der Sommerspiele 1996 und 2000 eine Marktsättigung eingetreten sei und die Gastgeberstädte von Unternehmen und Händlern überflutet worden seien, die ihre Olympiaprodukte verkaufen wollten. Das IOC versprach, in Zukunft der Übervermarktung entgegenzuwirken. Eine weitere Kritik spricht die Tatsache an, dass Olympische Spiele von den Gastgeberstädten und den Regierungen der entsprechenden Staaten finanziert werden. Das IOC kommt nicht für die Kosten auf, kontrolliert aber alle Rechte, profitiert von den olympischen Symbolen und beansprucht einen Anteil an allen Sponsoren- und Medieneinnahmen. Städte bewerben sich aber weiterhin um das Recht, Olympische Spiele auszutragen, obschon sie keine Gewissheit haben, dass ihre Kosten gedeckt sein werden. Wichtig ist ihnen vor allem die weltweite Ausstrahlungskraft.

### Budget
In der ersten Hälfte des 20. Jahrhunderts verfügte das IOC nur über ein kleines Budget. Avery Brundage lehnte jegliche Versuche ab, die Olympischen Spiele mit kommerziellen Interessen zu verbinden. Er war davon überzeugt, die Interessen der Unternehmen würden unannehmbare Auswirkungen auf die Entscheidungen des IOC haben. Brundages Ablehnung dieser Einnahmequelle bedeutete, dass die Organisationskomitees einzelner Spiele selbst Sponsorenverträge aushandelten. Als er 1972 zurücktrat, hatte das IOC ein Vermögen von 2 Millionen USD. Acht Jahre später war diese Zahl auf 45 Millionen USD angewachsen, da das IOC gegenüber Sponsoring und dem Verkauf der Übertragungsrechte mittlerweile eine weitaus liberalere Haltung einnahm. Als Juan Antonio Samaranch 1980 das Präsidentenamt übernahm, war er fest entschlossen, das IOC finanziell unabhängig zu machen.
Die Sommerspiele 1984 in Los Angeles markierten einen Wendepunkt. Dem von Peter Ueberroth angeführten Organisationskomitee LAOOC gelang es, durch den Verkauf exklusiver Vermarktungsrechte einen zuvor unvorstellbaren Überschuss von 225 Millionen USD zu erwirtschaften. Das IOC strebte danach, diese Sponsoreneinnahmen für sich selbst zu sichern. Samaranch schuf 1985 das exklusive Sponsorenprogramm The Olympic Program (TOP). Die Teilnehmer an TOP erhalten für ihre Produktekategorie weltweite Vermarktungsrechte und können die olympischen Symbole in ihrer Werbung verwenden.

### Medien
Für die Gastgeberstädte und -länder bieten die Olympischen Spiele eine prestigeträchtige Gelegenheit, sich der Welt zu präsentieren und für sich zu werben. Die Sommerspiele 1936 in Berlin waren die ersten, die im Fernsehen übertragen wurden, die Reichweite über den Fernsehsender Paul Nipkow war jedoch gering. Als erste erreichten die Winterspiele 1956 in Cortina d’Ampezzo ein internationales Publikum und 1960 bezahlten Fernsehsender erstmals für die Übertragungsrechte. In den folgenden Jahrzehnten entwickelten sich die Olympischen Spiele zu einer ideologischen Front im Kalten Krieg. Durch die Konkurrenz der politischen Systeme auf sportlicher Ebene stieg das Medieninteresse, wovon das IOC wiederum profitierte. Der Verkauf von Übertragungsrechten ermöglichte es ihm, die Olympischen Spiele bekannter zu machen und dadurch noch mehr Interesse zu generieren. Dies wiederum war attraktiv für Unternehmen, die Werbezeit im Fernsehen kauften. Durch diesen Kreislauf konnte das IOC immer höhere Gebühren für diese Rechte verlangen.
Von den 1960er Jahren bis Ende des Jahrhunderts stieg die Zuschauerzahl exponentiell an. Für die Sommerspiele 1968 in Mexiko-Stadt werden 600 Millionen Fernsehzuschauer geschätzt. Bis 1984 in Los Angeles stieg diese Zahl auf 900 Millionen an, 1992 in Barcelona betrug sie bereits 3,5 Milliarden. Bei den Sommerspielen 2000 in Sydney verzeichnete NBC jedoch die tiefsten Einschaltquoten seit 1968. Dies war auf zwei Faktoren zurückzuführen: Einerseits die größere Konkurrenz durch Kabelsender, andererseits das Internet, das Bilder und Resultate in Echtzeit liefern konnte. Insbesondere amerikanische Fernsehsender setzten noch immer auf zeitverschobene Übertragungen, im Informationszeitalter ein rasch veraltendes Konzept. Angesichts der hohen Kosten der Übertragungsrechte und der Konkurrenz durch neue Medien forderte die Fernsehlobby Konzessionen ein. Das IOC reagierte mit diversen Änderungen am Wettkampfprogramm. Beispielsweise wurden die beliebten Schwimm- und Turnwettbewerbe auf mehr Tage verteilt. Schließlich konnte die amerikanische Fernsehlobby in einzelnen Fällen auch diktieren, zu welcher Zeit bestimmte Wettbewerbe stattfanden, so dass sie live während der Prime Time in den USA gezeigt werden konnten.

## Politische Bedeutung
Entgegen Pierre de Coubertins Hoffnungen verhinderten die Olympischen Spiele nicht den Ausbruch von Kriegen. Tatsächlich konnten mehrere Veranstaltungen nicht ausgetragen werden: Die Sommerspiele 1916 entfielen wegen des Ersten Weltkriegs, die Sommer- und Winterspiele von 1940 und 1944 wegen des Zweiten Weltkriegs.

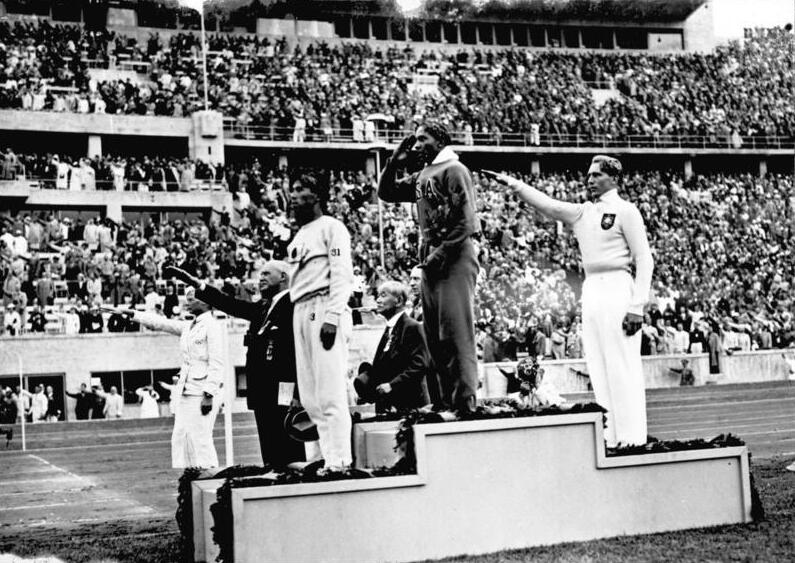
Jesse Owens zuoberst auf dem Siegespodest nach seinem Sieg im Weitsprung 1936 in Berlin

Die Nationalsozialisten benutzten erfolgreich die Winterspiele 1936 in Garmisch-Partenkirchen und die Sommerspiele 1936 in Berlin als Propagandaforum, um das Ansehen Deutschlands im Ausland zu verbessern und um guten Willen und Friedensbereitschaft vorzutäuschen. Auch sollte die angebliche Überlegenheit der „arischen Rasse“ demonstriert werden, was angesichts der Erfolge von Jesse Owens jedoch nicht gelang. Antisemitische Parolen wurden vorübergehend entfernt und das Hetzblatt Der Stürmer durfte für die Dauer der Spiele nicht öffentlich in Kiosken ausliegen.
Die Sowjetunion nahm bis 1952 nicht an Olympischen Spielen teil. Hingegen organisierte sie ab 1928 Spartakiaden. Während der Zwischenkriegszeit fanden mehrmals Arbeiterolympiaden statt. Diese Veranstaltungen waren Alternativen zu den Olympischen Spielen, die als kapitalistisch und aristokratisch galten. Mehrere kürzlich unabhängig gewordene (meist sozialistische) Staaten veranstalteten in den 1960er Jahren vom IOC nie anerkannte Gegenveranstaltungen. Sie trugen den Namen GANEFO (Games of the New Emerging Forces, dt.: „Spiele der neu aufstrebenden Kräfte“) und fanden 1963 in Jakarta sowie 1966 in Phnom Penh statt. Die chinesische Kulturrevolution verhinderte die dritte Austragung 1969.
Zehn Tage vor der Eröffnung der Sommerspiele 1968 in Mexiko-Stadt kam es zum Massaker von Tlatelolco, als bei der brutalen Niederschlagung von Studentenprotesten zwischen 300 und 500 Studenten getötet wurden. Ein demgegenüber vergleichsweise kleinerer politischer Zwischenfall ereignete sich bei diesen Spielen, als die zwei US-amerikanischen Leichtathleten Tommie Smith und John Carlos während der Siegerehrung des 200-Meter-Laufs ihre Fäuste mit schwarzen Handschuhen in die Höhe streckten. Es handelte sich dabei um das Symbol der Bewegung Black Power, die sich gegen die Diskriminierung der afroamerikanischen Bevölkerung in den USA richtete. Das IOC stellte das Olympische Komitee der USA (USOC) vor die Wahl, entweder die beiden Athleten nach Hause zu schicken oder die ganze Leichtathletikmannschaft zurückzuziehen. Das USOC entschied sich für ersteres.

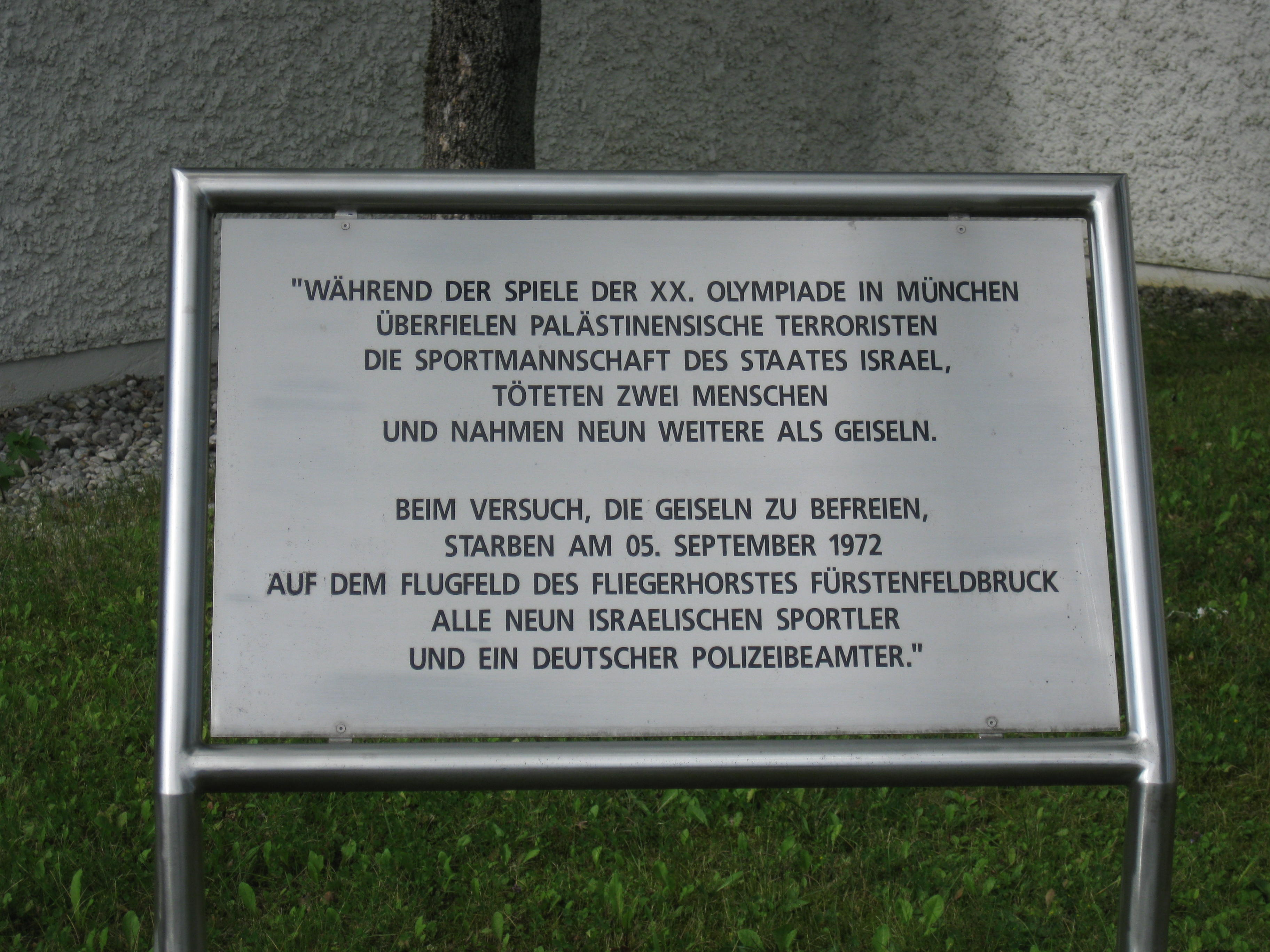
Gedenktafel in Fürstenfeldbruck

Während der Sommerspiele 1972 in München nahm die palästinensische Terrororganisation Schwarzer September elf Mitglieder der israelischen Mannschaft gefangen, wovon zwei gleich von den Terroristen ermordet wurden. Eine missglückte Befreiungsaktion auf dem Flugplatz Fürstenfeldbruck führte zum Tod aller Geiseln, fünf der Terroristen und eines Polizeibeamten. Die Geiselnahme von München blieb weltweit als „München-Massaker“ in Erinnerung. IOC-Präsident Avery Brundage setzte sich für die Fortführung der Spiele ein, berühmt geworden ist sein Ausspruch The games must go on (‚Die Spiele müssen weitergehen‘). Das tragische Ereignis wurde mehrmals verfilmt, beispielsweise durch Kevin Macdonald (Ein Tag im September, 1999) und Steven Spielberg (München, 2005).
Die Sowjetunion versuchte die Sommerspiele 1984 in Los Angeles zu sabotieren. Sie schickte den Nationalen Olympischen Komitees von elf asiatischen und afrikanischen Nationen Drohbriefe, die angeblich vom Ku-Klux-Klan stammen sollten und den Athleten, besonders den Dunkelhäutigen, mit Erschießung und Lynchmord drohten. Dass die Briefe gefälscht waren, konnte jedoch schnell nachgewiesen werden.
Im Centennial Olympic Park von Atlanta explodierte während der Sommerspiele 1996 eine Bombe. Dabei starben zwei Menschen und 111 wurden verletzt. Die Bombe war von Eric Rudolph gelegt worden, der der rassistischen Christian-Identity-Bewegung nahesteht. Nach einer fast siebenjährigen Flucht konnte er 2003 verhaftet werden. Zunächst war der Wachmann Richard Jewell beschuldigt und in einer beispiellosen Medienkampagne vorverurteilt worden.
Der Kaukasuskrieg zwischen Georgien und Russland brach am Eröffnungstag der Sommerspiele 2008 in Peking aus. Beim Luftpistolenschießen der Frauen gewann die Russin Natalja Paderina die Silber- und die Georgierin Nino Salukwadse die Bronzemedaille. Beide Frauen umarmten und küssten sich demonstrativ auf dem Siegerpodest und setzten so ein viel beachtetes Zeichen gegen den Krieg.

### Boykotte
Mit dem Schlagwort Olympiaboykott bezeichnet man die Entscheidung einzelner Länder oder Ländergruppen, nicht an Olympischen Spielen teilzunehmen. Die Olympischen Spiele der Neuzeit wurden mehrmals aus meist politischen Gründen von einem oder mehreren Staaten boykottiert.
Den ersten Versuch eines Olympiaboykotts gab es bereits im Vorfeld der Spiele von 1896. Unter dem Motto „Olympiateilnahme ist Vaterlandsverrat“ versuchten nationalistische Kreise eine deutsche Olympiateilnahme zu verhindern, was jedoch scheiterte. Durch die deutsch-französische Erbfeindschaft ideologisch geprägt, störten sie sich an der Person Pierre de Coubertins und an der damals noch ungewohnten Idee internationaler Sportveranstaltungen. Aufgrund der Machtübernahme der Nationalsozialisten gab es Bestrebungen in den verschiedensten Ländern die Olympischen Spiele 1936 zu boykottieren. Am intensivsten war die Diskussion in den USA, wo am Ende der amerikanische Sportbund AAU nur mit drei Stimmen Mehrheit die Teilnahme beschloss. Ohne Unterschrift des Sportverbandes wäre die Teilnahme kaum möglich gewesen, da nur der Verband die Amateureigenschaft des Sportlers bestätigen konnte. Die Niederlande, Spanien und die Schweiz boykottierten die Sommerspiele 1956 in Melbourne aus Protest gegen die Niederschlagung des ungarischen Volksaufstands durch die Sowjetunion. Wegen der Sueskrise im selben Jahr blieben auch Ägypten, der Irak, Kambodscha und der Libanon dieser Veranstaltung fern.
1972 und 1976 drohte eine große Anzahl afrikanischer Staaten mit einem Boykott, falls das IOC sich weigern sollte, Südafrika und Rhodesien von den Spielen auszuschließen. Das IOC gab in beiden Fällen nach, um damit ein Zeichen gegen die Rassendiskriminierung zu setzen. 1976 forderten die Afrikaner auch den Ausschluss Neuseelands von den Spielen. Die neuseeländische Rugby-Union-Nationalmannschaft hatte in Südafrika gespielt und damit den Sportbann gegen das Apartheid-Regime gebrochen. Weil jedoch Rugby Union damals keine olympische Sportart war, lehnte das IOC den Ausschluss aller neuseeländischen Sportler ab. 28 afrikanische Staaten zogen daraufhin ihre Mannschaften aus Montreal zurück (einige Athleten waren bereits im Einsatz gewesen). Lediglich der Irak und Guyana solidarisierten sich mit den Afrikanern. Auf Druck der Volksrepublik China teilte die kanadische Regierung der Mannschaft der Republik China mit, dass sie nicht unter diesem Namen antreten dürfe. Der Kompromissvorschlag Taiwan stieß auf Ablehnung und die Republik China verzichtete auf eine Teilnahme. Erst seit 1984 nimmt sie unter der Bezeichnung Chinesisch Taipeh wieder teil, mit einer vom IOC eigens für diesen Zweck gestalteten Flagge.

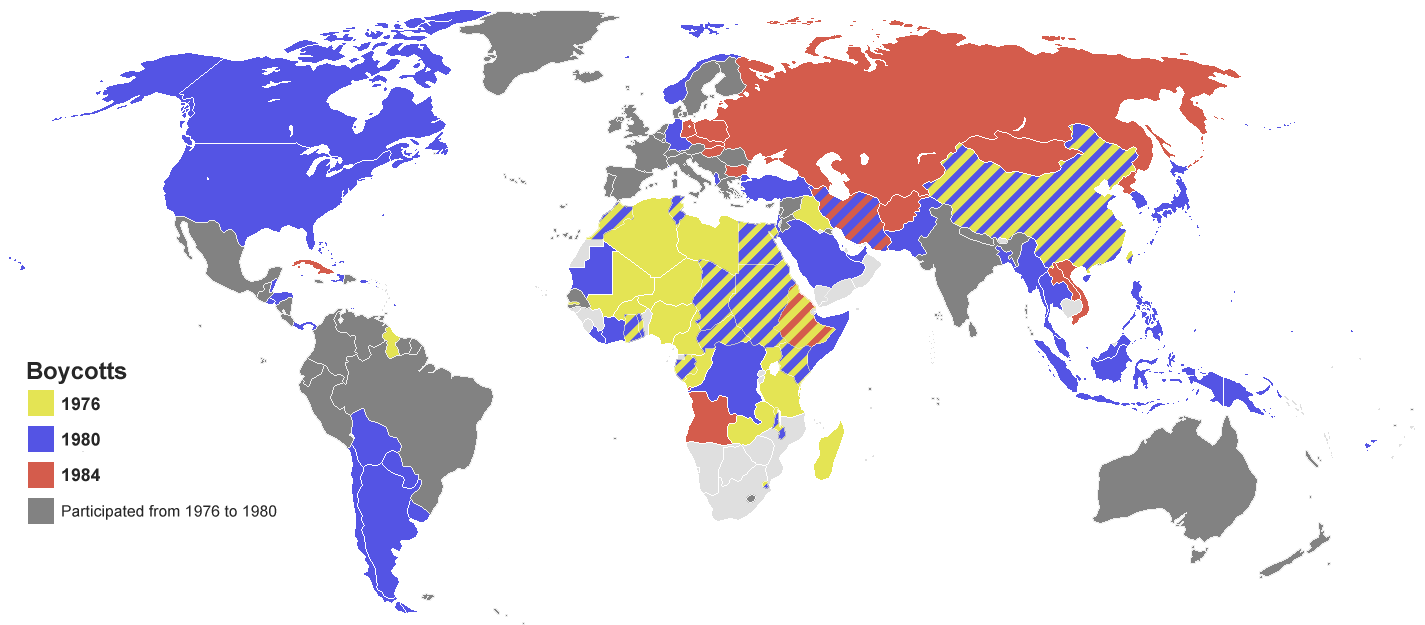
Karte zu den Olympiaboykotten 1976, 1980 und 1984

1980 und 1984 boykottierten die Supermächte des Kalten Kriegs gegenseitig die Spiele im Land des Gegners. Die USA weigerten sich, an den Sommerspielen 1980 in Moskau teilzunehmen; Grund war die sowjetische Invasion in Afghanistan ein Jahr zuvor. Mit der Bundesrepublik Deutschland, Kanada, Norwegen und der Türkei folgten vier der 15 verbündeten NATO-Staaten dem Aufruf der US-Amerikaner, ebenso wie 37 weitere NOK hauptsächlich von Dritte-Welt- bzw. islamisch geprägten Ländern. Dagegen entschieden sich der Großteil der westlichen Staaten wie Großbritannien, Italien, Frankreich, Spanien oder Österreich gegen einen Boykott und für eine differenzierte Form des Protests, beispielsweise der Nichtteilnahme an Eröffnungs- oder Abschlussveranstaltung oder der Verwendung der olympischen Flagge statt ihrer Nationalflagge. Weitere 24 NOK verzichteten aus finanziellen oder sportlichen Gründen auf eine Teilnahme oder ließen die Einladung unbeantwortet, so dass am Ende 66 Staaten den Spielen von Moskau fernblieben.
Die Sowjetunion wiederum nahm nicht an den Sommerspielen 1984 in Los Angeles teil. Sie begründete dies mit angeblich mangelnder Sicherheit ihrer Athleten angesichts der feindseligen Stimmung und der antisowjetischen Hysterie in den USA. Tatsächlich gab es dort spätestens nach dem Abschuss der südkoreanischen Passagiermaschine durch die sowjetische Luftwaffe am 1. September 1983 vermehrt Aktionen antikommunistischer Gruppierungen, die schließlich im Zusammenschluss der Koalition „Ban the Soviets“ gipfelte. Darüber hinaus wurde im kalifornischen Kongress sowie im kalifornischen Senat eine Resolution gegen die „sowjetische Aggression“ einstimmig gebilligt, die unter anderem einen Ausschluss der sowjetischen Athleten von den kommenden Olympischen Spielen anstrebte. Trotz weiterer Konfrontationen, so wurde dem sowjetischen Olympia-Attaché die Akkreditierung wegen angeblicher KGB-Mitgliedschaft verweigert, gab es seitens zweier US-Präsidenten die Garantie, dass alle vom IOC akzeptierten Sportler ungehindert einreisen konnten. Letzten Endes behielt die sowjetische Führung ihren Kurs bei, der jedoch auch hier unter den Verbündeten alles andere als unumstritten war. So sicherte Rumänien als Ostblock-Land dem IOC seine Teilnahme zu, auch die DDR versuchte bis zuletzt eine Umgehung des sowjetischen Beschlusses, beugte sich aber schließlich, um die zu diesem Zeitpunkt angespannten Beziehungen zu Moskau nicht weiter zu strapazieren. Am Ende schlossen sich 19 NOK dem Boykott an, der 1982 von der Islamischen Republik Iran eingeleitet worden war. Die boykottierenden Staaten trugen 1984 die Wettkämpfe der Freundschaft als Gegenveranstaltung aus.
Nach dem mittlerweile dritten großen Boykott der Olympischen Spiele verabschiedete das IOC in einer außerordentlichen Versammlung Anfang Dezember 1984 eine Resolution, in der es als „prinzipielle Pflicht eines Nationalen Olympischen Komitees“ bezeichnet wurde, die Teilnahme der Athleten seines Landes bei Olympischen Spielen zu sichern. Ein bereits 1976 vorgelegter Vorschlag Griechenlands, die Olympischen Spiele künftig ständig auf einem neutralen Territorium auf Griechenlands Staatsgebiet auszutragen, um künftigen politischen Einmischungen vorzubeugen, wurde hingegen abgelehnt. Trotzdem konnte nicht verhindert werden, dass Nordkorea die kommenden Sommerspiele 1988 in der südkoreanischen Hauptstadt Seoul boykottierte, weil das Land entgegen früheren Zusagen nicht als Co-Gastgeber berücksichtigt worden war. Verhandlungen über die Austragung einzelner Wettbewerbe in Nordkorea hatten sich über drei Jahre hingezogen und waren schließlich ergebnislos gescheitert. Äthiopien, Kuba und Nicaragua blieben aus Solidarität mit Nordkorea ebenso fern. Vor den Sommerspielen 2008 in Peking gab es in verschiedenen Ländern Boykottaufrufe wegen der gewaltsamen Tibet-Politik der Volksrepublik China und der dortigen Unterdrückung der Menschenrechte, letztlich aber ergebnislos.

### Ausschlüsse von Staaten
- 1920 – Antwerpen: Deutschland, Österreich, Türkei, Bulgarien, Ungarn
- 1924 – Paris: Deutschland
- 1924 – Chamonix: Deutschland
- 1948 – London: Deutschland, Japan
- 1948 – St. Moritz: Deutschland, Japan
- 1964 – Tokio: Südafrika
- 1964 – Innsbruck: Südafrika
- 1968 – Mexiko-Stadt: Südafrika, Rhodesien
- 1968 – Grenoble: Südafrika, Rhodesien
- 1972 – München: Südafrika, Rhodesien
- 1972 – Sapporo: Südafrika, Rhodesien
- 1976 – Montreal: Südafrika, Rhodesien
- 1976 – Innsbruck: Südafrika, Rhodesien
- 1980 – Moskau: Südafrika
- 1980 – Lake Placid: Südafrika
- 1984 – Los Angeles: Südafrika
- 1984 – Sarajevo: Südafrika
- 1988 – Seoul: Südafrika
- 1988 – Calgary: Südafrika
- 1992 – Barcelona: Jugoslawien
- 1994 – Lillehammer: Jugoslawien
- 2014 – Sotschi: Indien (während der Spiele wieder aufgehoben)
- 2016 – Rio de Janeiro: Kuwait
- 2018 – Pyeongchang: Russland
- 2021 – Tokio: Russland
- 2022 – Peking: Russland
- 2024 – Paris: Russland, Belarus, Islamisches Emirat Afghanistan (Afghanische Sportler laufen unter Flagge der Islamischen Republik Afghanistan)

## Betrugsfälle

### Korruption
Das stetige Wachstum und die zunehmende internationale politische Bedeutung der Olympischen Spiele führte auch zu zahlreichen zwischenstaatlichen Problemen. So geriet in der Vergangenheit das IOC verstärkt unter Druck. Es wurde als unbewegliche, unflexible, kommerzielle und intransparente Organisation kritisiert. Besonders kontrovers waren die Präsidentschaften von Avery Brundage und Juan Antonio Samaranch. Brundage musste sich die Kritik gefallen lassen, er sei rassistisch und antisemitisch. Unter Samaranch galt das IOC als autokratisch und korrupt. Auch seine engen Beziehungen zum Franco-Regime und seine lange Amtszeit von 21 Jahren (er trat erst im Alter von 81 Jahren zurück) gaben Anlass zur Kritik. Ebenfalls Anlass zu Kritik gab die Tatsache, dass zahlreiche IOC-Mitglieder in sehr fortgeschrittenem Alter waren und teilweise bis zu ihrem Tod im Amt blieben.
1998 wurde bekannt, dass mehrere IOC-Mitglieder bestochen worden waren, damit sie bei der Wahl des Austragungsortes der Winterspiele 2002 ihre Stimme der Stadt Salt Lake City gaben. Das IOC führte eine Untersuchung durch, in deren Folge vier Mitglieder zurücktraten und sechs weitere ausgeschlossen wurden. Die Aufarbeitung des Skandals zog Reformen nach sich. Unter anderem wurde das Auswahlverfahren geändert, um weitere Bestechungen zu vermeiden. Das IOC ernannte zahlreiche aktive und ehemalige Athleten zu Mitgliedern und beschränkte die Amtszeit.
Im August 2004 strahlte der britische Fernsehsender BBC eine Dokumentation mit dem Titel Buying the Games („Wie die Spiele gekauft werden“) aus. Er untersuchte dabei Korruptionsvorwürfe im Zusammenhang mit der Vergabe der Sommerspiele 2012 und wies nach, dass es noch immer möglich sei, IOC-Mitglieder zu bestechen, damit sie sich für eine bestimmte Stadt entscheiden.

### Doping

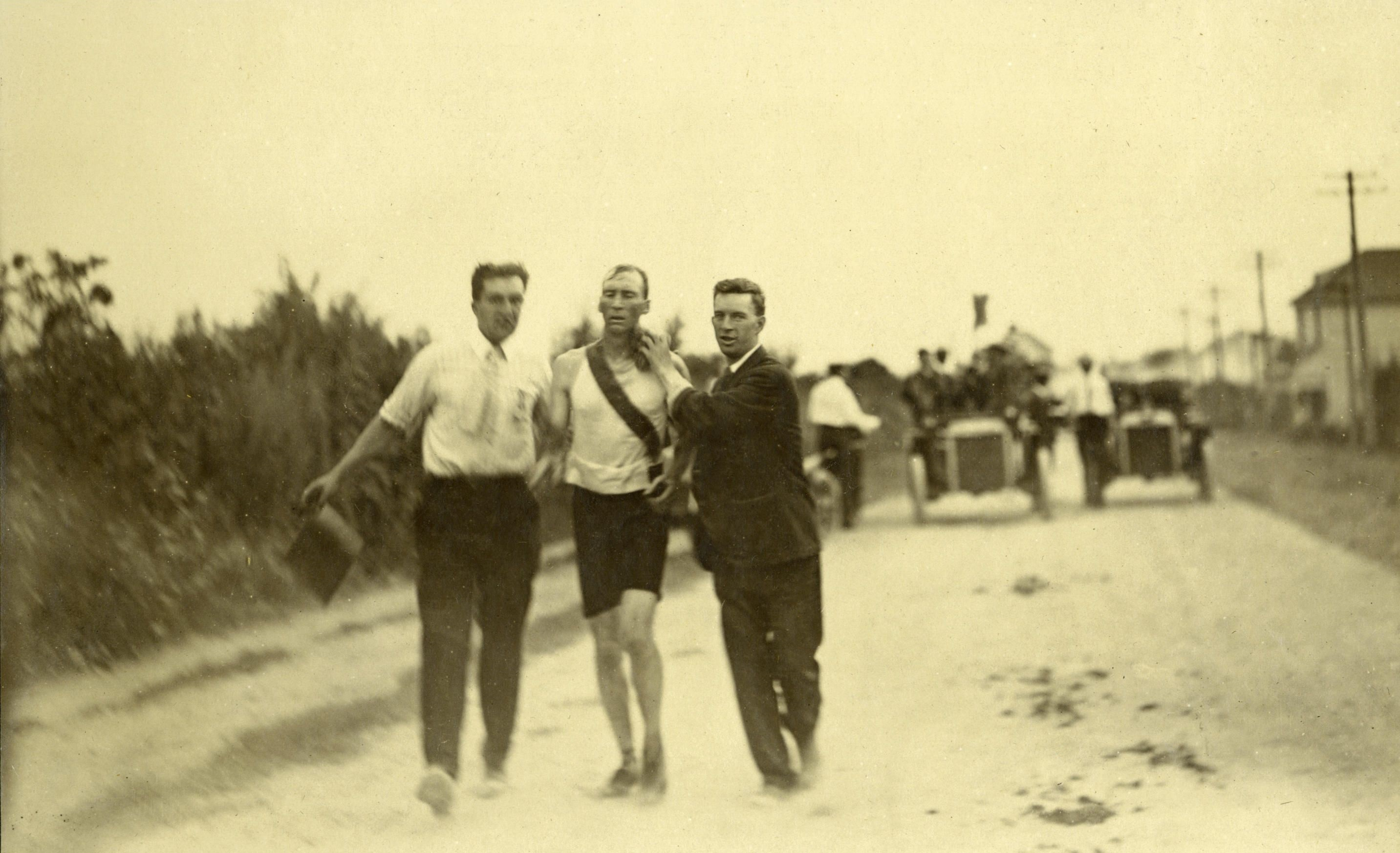
Marathonläufer Thomas Hicks in St. Louis (1904)

Eines der Hauptprobleme im Sport im Allgemeinen ist die unerlaubte Leistungssteigerung durch Doping. Zu Beginn des 20. Jahrhunderts begannen zahlreiche Athleten Rauschdrogen zu sich zu nehmen; so war die Verwendung von Kokain weit verbreitet. Thomas Hicks, Gewinner des Marathonlaufs der Sommerspiele 1904, erhielt von seinem Trainer während des Rennens Brandy, der mit Strychnin angereichert war. Als Athleten und Betreuer zu immer extremeren Mitteln griffen, wurde den Verantwortlichen allmählich bewusst, dass diese Methoden nicht mehr mit dem Ideal von „Gesundheit durch Sport“ zu vereinbaren waren.
Nicht zuletzt aufgrund dieses Vorfalls begannen mehrere Sportverbände Mitte der 1960er Jahre mit Dopingtests, das IOC folgte 1967 diesem Beispiel. Der erste positiv auf verbotene Substanzen getestete Athlet war 1968 der Schwede Hans-Gunnar Liljenwall, der seine Bronzemedaille im modernen Fünfkampf wegen der Einnahme von Alkohol zurückgeben musste. Seither wurden Dutzende Athleten überführt, darunter mehrere Medaillengewinner. Für den größten Skandal sorgte der Kanadier Ben Johnson: Er war 1988 mit neuem Weltrekord Olympiasieger im 100-Meter-Lauf geworden, wurde dann aber positiv auf Stanozolol getestet. Trotz der Tests verwendeten viele Athleten Doping, ohne je überführt worden zu sein. Im Jahr 1990 aufgetauchte Dokumente zeigten, dass zahlreiche Athleten aus der DDR auf Anweisung der Regierung gezielt von ihren Betreuern mit anabolen Steroiden und anderen Mitteln gedopt worden waren.
Ende der 1990er Jahre begann das IOC, den Kampf gegen das Doping besser zu organisieren; die Welt-Anti-Doping-Agentur (WADA) nahm 1999 ihre Arbeit auf. Die strengeren Kontrollen durch die WADA führten ab 2000 dazu, dass deutlich mehr Sportler überführt werden konnten, insbesondere im Gewichtheben und im Skilanglauf. Die vom IOC vorgegebenen Standards in der Dopingbekämpfung dienen mittlerweile weltweit als Vorbild für weitere Sportverbände und finden auch in Anti-Doping-Gesetzen verschiedener Staaten Einzug.
Nach den Olympischen Winterspielen 2014 deckten Journalisten in Russland ein System des Staatsdopings auf. Daraufhin beauftragte die WADA den unabhängigen Ermittler Richard McLaren, einen Untersuchungsbericht anzufertigen. Der McLaren-Report wurde am 18. Juli 2016 veröffentlicht und bestätigte russisches Staatsdoping. Daraufhin empfahl die WADA den kollektiven Ausschluss Russlands von den Olympischen Spielen 2016. Trotzdem erteilte das IOC 271 der 389 russischen Athleten eine Starterlaubnis, lediglich in der Leichtathletik und im Gewichtheben durften keine russischen Athleten antreten. Die russische Whistleblowerin Julija Igorewna Stepanowa erhielt hingegen keine Starterlaubnis, da sie laut IOC nicht die ethischen Anforderungen an eine olympische Athletin erfüllte. Die Entscheidung des IOC, russische Athleten, die in der Vergangenheit bereits wegen Dopings gesperrt gewesen waren, von den Spielen auszuschließen, wurde vom Internationalen Sportgerichtshof (CAS) gekippt. Die russische Schwimmerin Julija Jefimowa, die bereits zweimal wegen Dopings gesperrt gewesen war, wurde daraufhin zum Ziel des internationalen Protests, nachdem sie über 100 m Brust die Silbermedaille gewonnen hatte. Während der Spiele beschuldigten sich mehrere Schwimmer gegenseitig des Dopings.

## Olympiasieger und Medaillengewinner

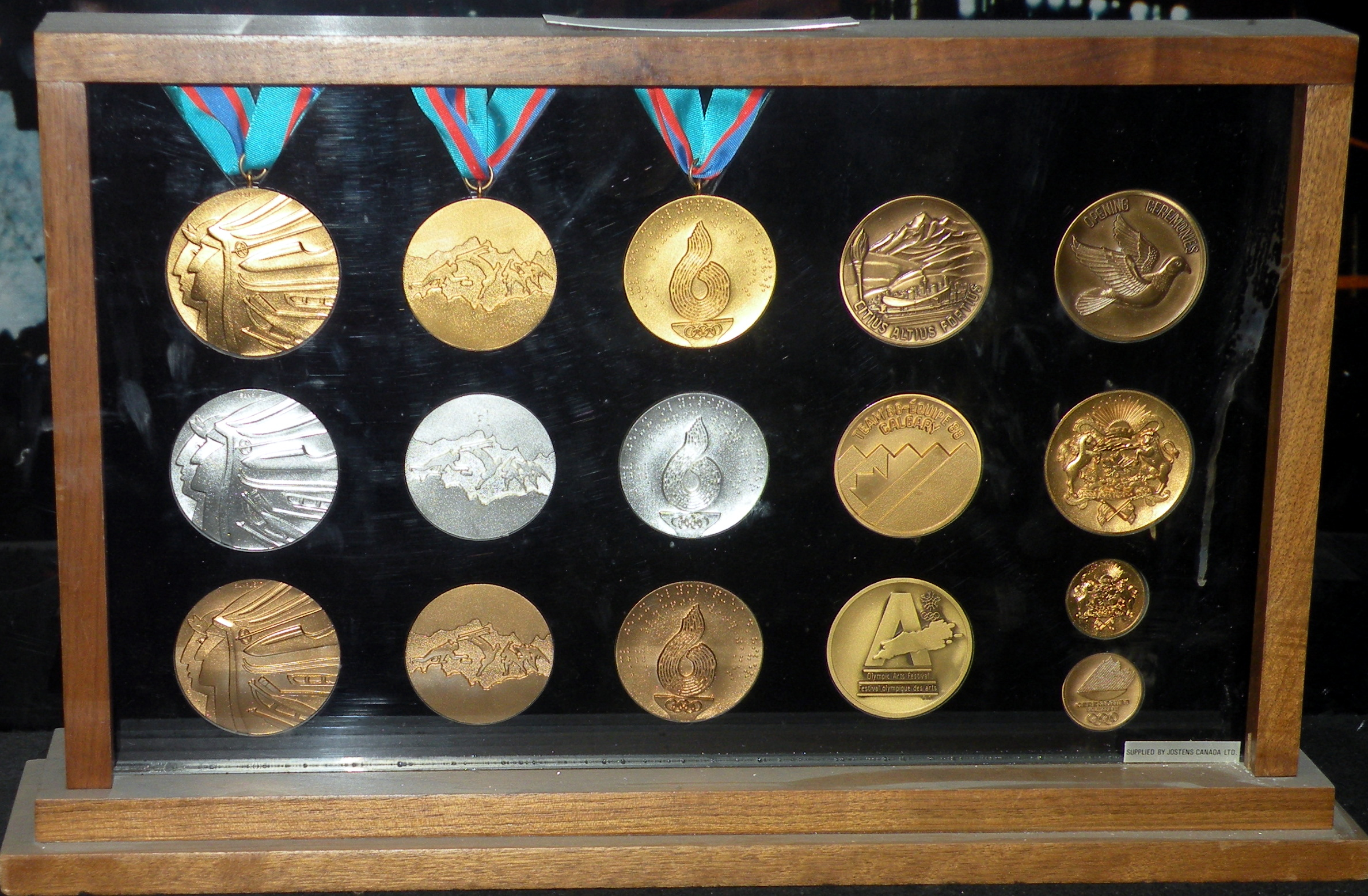
Medaillen der Winterspiele 1988

Die Olympischen Spiele bieten zuvor weniger bekannten Athleten die Möglichkeit, national und international zu viel beachteten Sportlern aufzusteigen. Weil die Olympischen Spiele nur alle vier Jahre ausgetragen werden, genießen sie bei Zuschauern und Athleten ein höheres Prestige als Weltmeisterschaften, die oft im jährlichen oder zweijährigen Rhythmus stattfinden. Viele Athleten wurden nach einem Olympiasieg zu Prominenten in ihren jeweiligen Ländern, manche sogar weltweit. Ein Vergleich der Leistungen von Athleten in verschiedenen Sportarten und zu verschiedenen Zeiten ist von begrenzter Aussagekraft. Legt man jedoch die Anzahl der Goldmedaillen zugrunde, so können die folgenden Athleten als die erfolgreichsten angesehen werden (die Olympischen Zwischenspiele 1906 werden dabei nicht mitberücksichtigt):

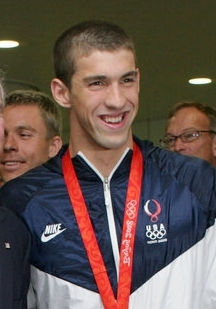
Michael Phelps

| Platz | Athlet               | Land               | Sportart       | Zeitraum  | Gold | Silber | Bronze | Total |
| ----- | -------------------- | ------------------ | -------------- | --------- | ---- | ------ | ------ | ----- |
| 1     | Michael Phelps       | Vereinigte Staaten | Schwimmen      | 2004–2016 | 23   | 3      | 2      | 28    |
| 2     | Larissa Latynina     | Sowjetunion        | Gerätturnen    | 1956–1964 | 09   | 5      | 4      | 18    |
| 3     | Katie Ledecky        | Vereinigte Staaten | Schwimmen      | 2012–2024 | 09   | 4      | 1      | 14    |
| 4     | Paavo Nurmi          | Finnland           | Leichtathletik | 1920–1928 | 09   | 3      | –      | 12    |
| 5     | Mark Spitz           | Vereinigte Staaten | Schwimmen      | 1968–1972 | 09   | 1      | 1      | 11    |
| 6     | Caeleb Dressel       | Vereinigte Staaten | Schwimmen      | 2016–2024 | 09   | 1      | –      | 10    |
| 6     | Carl Lewis           | Vereinigte Staaten | Leichtathletik | 1984–1996 | 09   | 1      | –      | 10    |
| 8     | Isabell Werth        | Deutschland        | Dressurreiten  | 1992–2024 | 08   | 6      | –      | 14    |
| 9     | Marit Bjørgen        | Norwegen           | Skilanglauf    | 2002–2018 | 08   | 4      | 3      | 15    |
| 10    | Ole Einar Bjørndalen | Norwegen           | Biathlon       | 1998–2014 | 08   | 4      | 1      | 13    |
| 11    | Bjørn Dæhlie         | Norwegen           | Skilanglauf    | 1992–1998 | 08   | 4      | –      | 12    |
| 11    | Birgit Fischer       | Deutschland        | Kanusport      | 1980–2004 | 08   | 4      | –      | 12    |
| 13    | Sawao Katō           | Japan              | Gerätturnen    | 1968–1976 | 08   | 3      | 1      | 12    |
| 13    | Jenny Thompson       | Vereinigte Staaten | Schwimmen      | 1992–2004 | 08   | 3      | 1      | 12    |
| 15    | Matt Biondi          | Vereinigte Staaten | Schwimmen      | 1984–1992 | 08   | 2      | 1      | 11    |

Erfolgreichste Medaillengewinner der deutschsprachigen Länder
- Die erfolgreichste deutsche Athletin ist Isabell Werth, die von 1992 bis 2024 acht Gold- und sechs Silbermedaillen im Dressurreiten gewann.
- Der erfolgreichste Österreicher ist Felix Gottwald mit drei Goldmedaillen, einer Silbermedaille und drei Bronzemedaillen von 2002 bis 2010 in der nordischen Kombination.
- Georges Miez gewann die meisten Medaillen für die Schweiz (4 Gold, 3 Silber, 1 Bronze im Gerätturnen von 1924 bis 1936).
- Hanni Wenzel ist die erfolgreichste Athletin aus Liechtenstein (2 Gold, 1 Silber, 1 Bronze im alpinen Skisport an den Spielen 1976 und 1980).
- Josy Barthel ist der erfolgreichste Athlet aus Luxemburg (1 Gold in der Leichtathletik 1952 in Helsinki).